# Calais
Pour les articles homonymes, voir Calais (homonymie).
Calais est une commune française, sous-préfecture du département du Pas-de-Calais en région Hauts-de-France. Ses habitants sont appelés les Calaisiens et les Calaisiennes.
La ville de Calais est la plus peuplée du département, bien qu'elle n'en soit pas le chef-lieu, cette fonction revenant à Arras. Elle en est également l'une des plus étendues juste derrière la vaste commune d'Oye-Plage. La commune est le siège de la communauté d'agglomération Grand Calais Terres et Mers qui compte 98 828 habitants en 2021 répartis sur 14 communes.
Située face au sud-est de l'Angleterre, elle est avec son port (premier de France pour le transport de passagers) et le tunnel sous la Manche la principale ville française de liaison avec la Grande-Bretagne.
La commune, comme celle de Caudry dans le département du Nord, est connu pour sa dentelle.

## Géographie

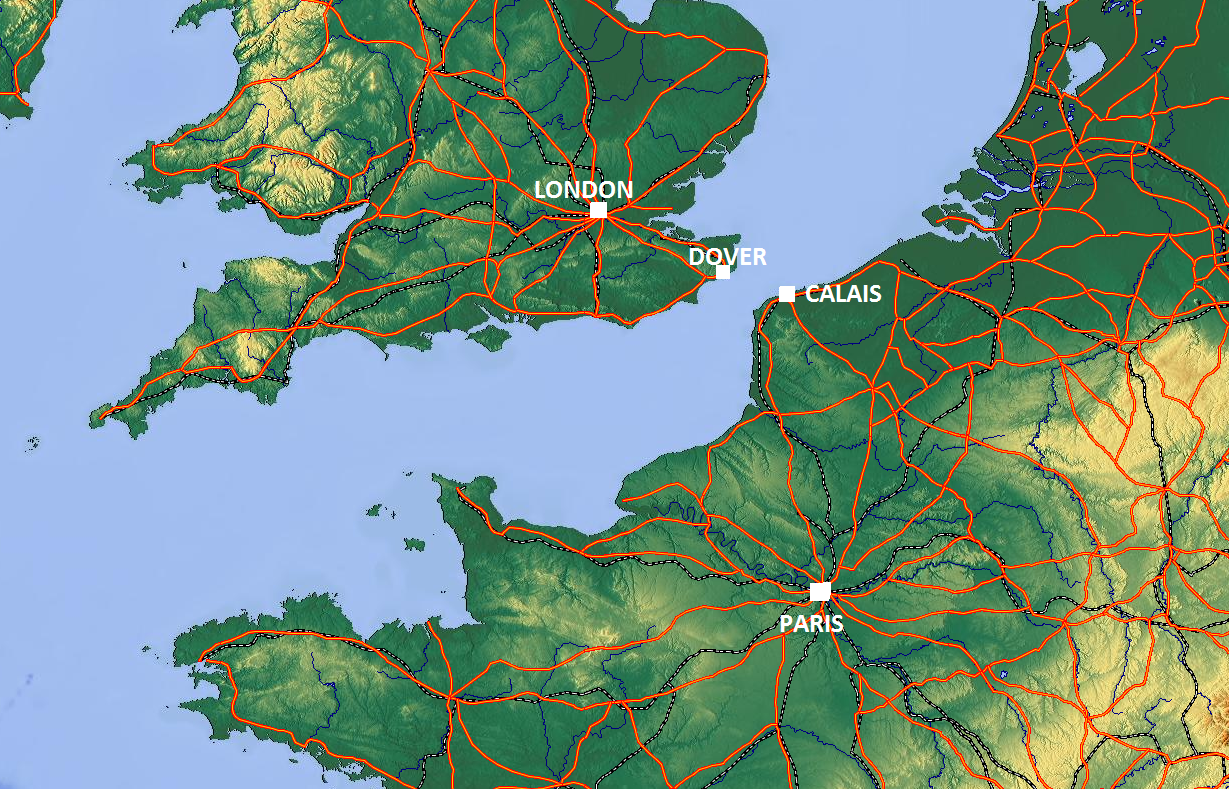
Situation de Calais par rapport à Paris et l'Angleterre.

### Localisation
Localisée dans le nord du département du Pas-de-Calais, Calais se situe sur la Côte d'Opale, au bord du pas de Calais qui marque la limite entre la Manche et la mer du Nord, à 38 km des côtes anglaises.
Le point du littoral français le plus proche de l'Angleterre (seulement 30 km de distance) est le cap Gris-Nez, situé à 25 km au sud-ouest de Calais. Avec le cap Blanc-Nez situé 10 km plus au nord, et donc plus proche de Calais, il forme le grand site des Deux Caps, labellisé Grand Site de France depuis 2011, l'un des principaux lieux touristiques du nord de la France (2,5 millions de visiteurs par an).
Le territoire de la commune est limitrophe de ceux de quatre communes.
Les communes limitrophes sont Marck, Sangatte, Coquelles et Coulogne.

### Géologie et relief
La superficie de la commune est de 33,5 km2 ; son altitude varie de 0  à   18 m.
Les sols calaisiens se situent au sud-ouest de la Flandre occidentale française, région géologique de plaine maritime flamande relativement plate et humide dont les sols ont été drainés par l'Homme grâce à de nombreux watergangs.
Étant donné sa situation littorale, la zone est marquée par plusieurs épisodes géologiques. Des transgressions marines sont fréquentes au début du Carbonifère, avec la création de calcaire, puis au Carbonifère supérieur durant la formation saccadée de la houille. Une érosion intense attaque ensuite cette houille durant 40 millions d'années, pour ne laisser que des poches, dans le Boulonnais et le Bassin minier du Nord-Pas-de-Calais ; la région est ensuite une pénéplaine arasée durant 85 millions d'années. Au Crétacé, une nouvelle submersion a lieu durant 50 millions d'années environ, entraînant la formation de craie, jusqu'à - 60 millions d'années environ. La dernière submersion remonterait à 35 millions d'années. Au quaternaire, la zone connaît des abaissements marins en périodes glaciaires : la France et la Grande-Bretagne sont alors réunies. Les cordons de galets aux environs de Calais sont une trace de la dernière invasion marine en plaine flamande. La mer a également déposé sur la côte de Calais à Dunkerque des sables fins à coquilles marines et des argiles des polders (-7950 à -3750).

### Hydrographie
Le territoire de la commune est situé dans le bassin Artois-Picardie.
Il est traversé par quatre canaux et une rivière :
- le canal de Calais (33 km)[9] ;
- le canal des Pierrettes (18 km), affluent du canal de Calais[10] ;
- le canal de Marck (18 km)[11] ;
- le canal des crabes (2 km)[12] ;
- la rivière de Hames-Boucres (10 km)[13] ;

Ainsi que par sept watergangs, celui du Plein Fossé, des accrues, de Sangatte, du nord, du sud, du centre et du plein fossé,,,,,,.

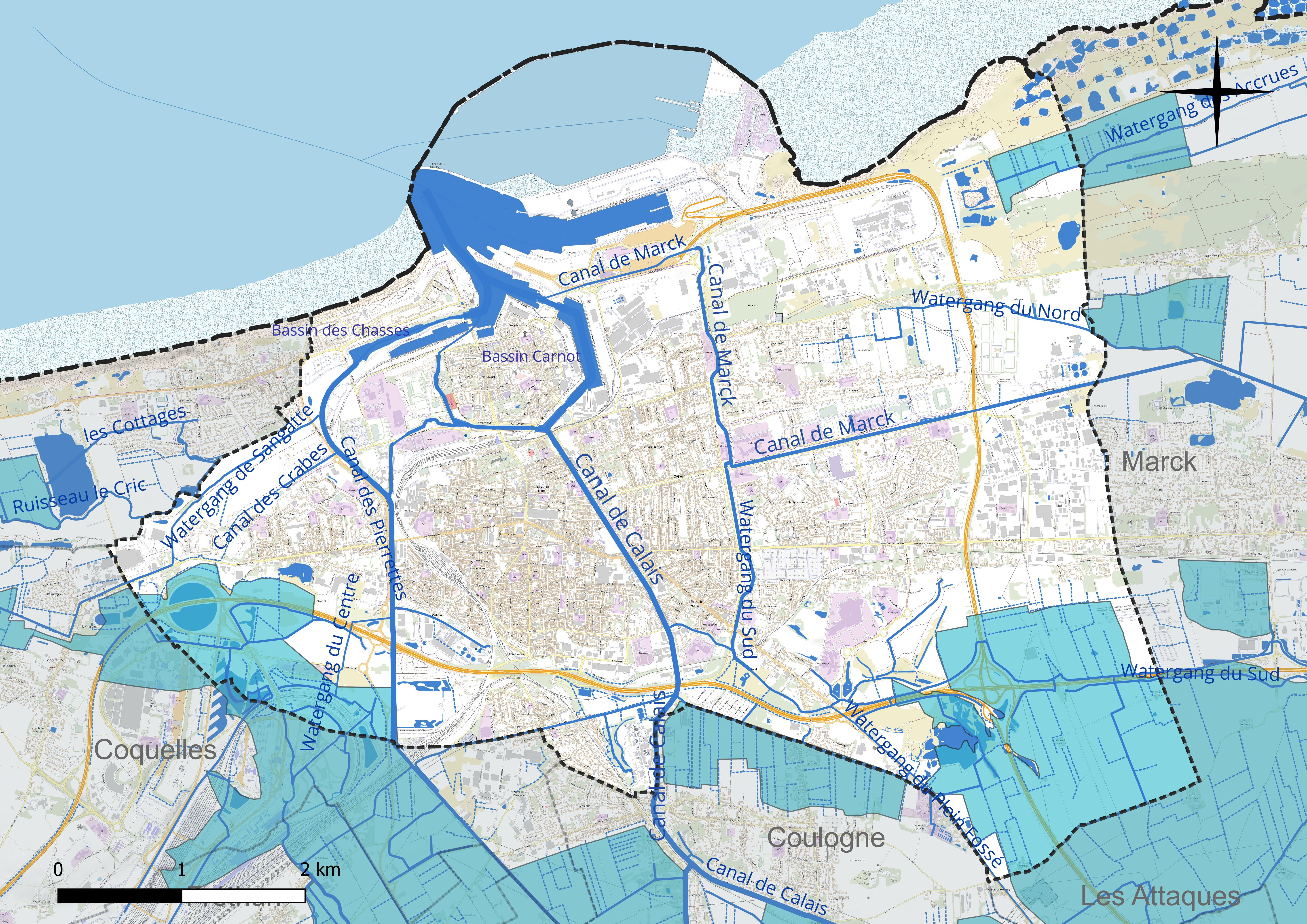
Réseau hydrographique de Calais.

### Climat
Pour des articles plus généraux, voir Climat des Hauts-de-France et Climat du Pas-de-Calais.
En 2010, le climat de la commune est de type climat océanique altéré, selon une étude du CNRS s'appuyant sur une série de données couvrant la période 1971-2000. En 2020, Météo-France publie une typologie des climats de la France métropolitaine dans laquelle la commune est exposée à un climat océanique et est dans la région climatique Côtes de la Manche orientale, caractérisée par un faible ensoleillement (1 550 h/an) ; forte humidité de l’air (plus de 20 h/jour avec humidité relative > 80 % en hiver), vents forts fréquents.
Pour la période 1971-2000, la température annuelle moyenne est de 10,8 °C, avec une amplitude thermique annuelle de 13 °C. Le cumul annuel moyen de précipitations est de 761 mm, avec 12,6 jours de précipitations en janvier et 7,8 jours en juillet. Pour la période 1991-2020, la température moyenne annuelle observée sur la station météorologique la plus proche, située sur la commune de Marck à 7 km à vol d'oiseau, est de 11,0 °C et le cumul annuel moyen de précipitations est de 737,1 mm,. Pour l'avenir, les paramètres climatiques de la commune estimés pour 2050 selon différents scénarios d'émission de gaz à effet de serre sont consultables sur un site dédié publié par Météo-France en novembre 2022.
| Mois                                  | jan.          | fév.           | mars          | avril         | mai           | juin           | jui.           | août           | sep.           | oct.            | nov.            | déc.             | année     |
| ------------------------------------- | ------------- | -------------- | ------------- | ------------- | ------------- | -------------- | -------------- | -------------- | -------------- | --------------- | --------------- | ---------------- | --------- |
| Température minimale moyenne (°C)     | 2,7           | 2,7            | 3,9           | 5,5           | 8,5           | 11,3           | 13,5           | 13,6           | 11,4           | 8,8             | 5,7             | 3,3              | 7,6       |
| Température moyenne (°C)              | 5,1           | 5,5            | 7,2           | 9,6           | 12,5          | 15,3           | 17,6           | 17,9           | 15,4           | 12,2            | 8,4             | 5,7              | 11        |
| Température maximale moyenne (°C)     | 7,6           | 8,2            | 10,5          | 13,6          | 16,6          | 19,4           | 21,8           | 22,2           | 19,5           | 15,6            | 11,1            | 8,1              | 14,5      |
| Record de froid (°C) date du record   | −14 08.01.10  | −11,3 11.02.12 | −5,9 01.03.18 | −5 08.04.03   | −0,5 01.05.21 | 3,3 05.06.1991 | 4,9 07.07.1996 | 5,6 29.08.1993 | 0,9 22.09.1997 | −5,7 29.10.1997 | −7,1 24.11.1998 | −13,2 28.12.1996 | −14 2010  |
| Record de chaleur (°C) date du record | 17,3 01.01.22 | 19,6 24.02.21  | 23,6 31.03.21 | 25,5 22.04.11 | 31,1 27.05.05 | 34 21.06.17    | 39,9 19.07.22  | 35,7 06.08.03  | 32,6 10.09.23  | 27,6 02.10.11   | 20,2 07.11.15   | 17 19.12.15      | 39,9 2022 |
| Ensoleillement (h)                    |               |                |               | 2 107         | 2 318         | 2 212          | 2 393          | 2 138          | 1 738          | 1 146           | 758             | 631              |           |
| Précipitations (mm)                   | 59,5          | 47,2           | 40,2          | 37,9          | 49,6          | 51,6           | 54,7           | 67,1           | 62,9           | 91              | 92,4            | 83               | 737,1     |

### Paysages
Pour un article plus général, voir Paysage en France.
La commune s'inscrit dans les « paysages des dunes de la mer du Nord » tels qu'ils sont définis dans l'atlas de paysages de la région Nord-Pas-de-Calais, conçu par la direction régionale de l'Environnement, de l'Aménagement et du Logement (DREAL),.
Ces paysages concernent 23 communes du Nord et du Pas-de-Calais avec trois pôles d’attraction que sont Calais à l'ouest et Dunkerque à l’est et, dans une moindre mesure, Gravelines au centre où se trouve le delta du fleuve côtier l’Aa. On y distingue trois parallèles : la frange côtière avec son cordon dunaire ; l'ancienne route nationale 1 et l'Autoroute A16.
Ces paysages sont composés d’un cordon dunaire de 60 kilomètres typique des paysages nordiques et que l’on retrouve aux Pays-Bas et en Belgique. Ce cordon littoral datant du VIIIe siècle s’est constitué durant la dernière transgression marine et joue un rôle de digue en protégeant la plaine maritime de l’invasion de la mer. Sa taille n’excède pas, en largeur, quelques centaines de mètres et, en hauteur, une dizaine de mètres.
Une particularité de ces paysages est la présence de moëre (marais en flamand), point le plus bas du territoire français, avec une altitude de - 4 m. leur assèchement est entrepris dès 1619 par 23 moulins à vent qui vont pomper l’eau et l’acheminer vers la mer par des watringues. Ces polders, terres gagnées sur la mer, ainsi constitués sont les plus anciens de l’Europe du Nord.
Les cultures ne représentent que 35 % de ces paysages.
Concernant l'activité humaine, à l’ouest de ces paysages se trouve : la région de Calais, avec le tunnel sous la Manche et l'activité portuaire de Calais tournée vers l’Angleterre ; à l’est, la zone urbaine de Dunkerque et ses installations portuaires et, au centre, la zone de Gravelines avec son port de plaisance et sa centrale nucléaire.
Sur le plan de la biodiversité, on y observe de nombreux déplacements d’oiseaux marins, côtiers ou terrestres ainsi que des phoques veau-marin installés sur les bancs de sable.

### Milieux naturels et biodiversité

#### Espaces protégés et gérés
La protection réglementaire est le mode d’intervention le plus fort pour préserver des espaces naturels remarquables et leur biodiversité associée.
Dans ce cadre, on trouve sur le territoire de la commune : 
- trois terrains gérés par le conservatoire d'espaces naturels des Hauts-de-France : 
  - le colombier Virval, d'une superficie de 46,6 ha[30] ;
  - les prairies de la ferme aux Trois Sapins, d'une superficie de 272 ha[31] ;
  - les hemmes de marck, d'une superficie de 146,774 ha[32]
- un terrain acquis par le Conservatoire du littoral : le fort Vert, d'une superficie de 336,7 ha[33] ;
- un site protégé par un arrêté préfectoral de protection de biotope : le site de la Laubanie à Calais, d'une superficie de 13,5 ha[34].

#### Zones naturelles d'intérêt écologique, faunistique et floristique
L’inventaire des zones naturelles d'intérêt écologique, faunistique et floristique (ZNIEFF) a pour objectif de réaliser une couverture des zones les plus intéressantes sur le plan écologique, essentiellement dans la perspective d’améliorer la connaissance du patrimoine naturel national et de fournir aux différents décideurs un outil d’aide à la prise en compte de l’environnement dans l’aménagement du territoire.
Le territoire communal comprend trois ZNIEFF de type 1 : 
- le platier d’Oye et la plage du Fort Vert. ZNIEFF exceptionnel d’intérêt européen, tant pour ses particularités géomorphologiques qu’écologiques, unique en France et particulièrement représentatif de la poldérisation naturelle ancienne et actuelle de la plaine maritime flamande entre Calais et Dunkerque[35] ;
- la carrière de Virval. La ZNIEFF de la carrière de Virval est constituée d’un ensemble de plans d’eau et de zones humides[36] ;
- la prairie de la ferme des trois sapins. La ZNIEFF, qui tire son nom d’une ferme présente anciennement à cet endroit, est constitué d’un complexe d’anciennes prairies humides, de roselières, cariçaies et mégaphorbiaies associées à de nombreux fossés et mares[37].

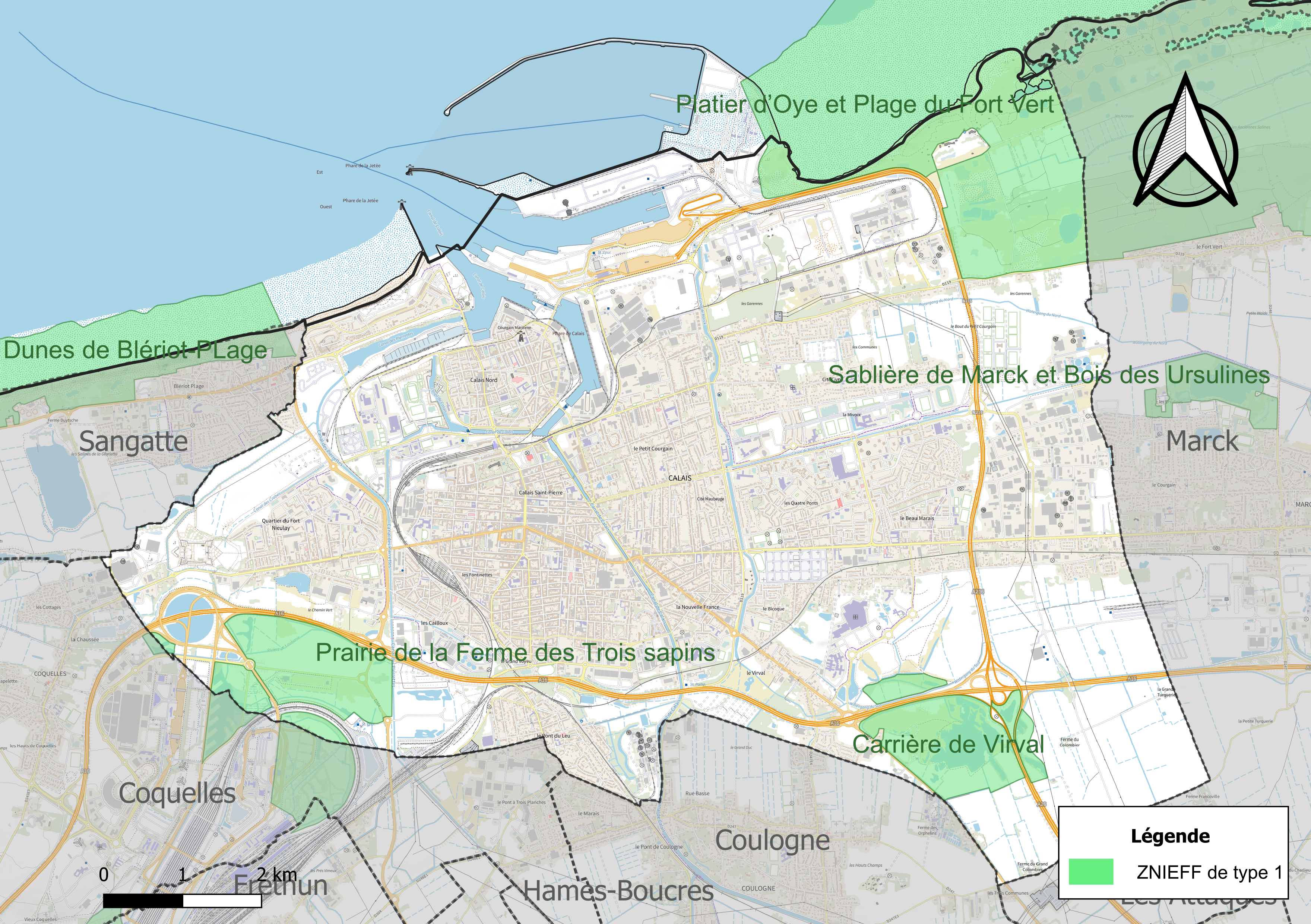
Carte des ZNIEFF sur la commune.

#### Biodiversité
La biodiversité marine reste importante, y compris pour les mammifères marins (dauphins, marsouins et phoques veaux marins et gris) qui utilisent notamment le banc de Walde comme reposoir, près du vieux phare métallique de Walde qui signalait cette langue sableuse.

## Urbanisme

### Typologie
Au 1er janvier 2024, Calais est catégorisée grand centre urbain, selon la nouvelle grille communale de densité à sept niveaux définie par l'Insee en 2022.
Elle appartient à l'unité urbaine de Calais, une agglomération intra-départementale regroupant six  communes, dont elle est ville-centre,,. Par ailleurs la commune fait partie de l'aire d'attraction de Calais, dont elle est la commune-centre,. Cette aire, qui regroupe 45 communes, est catégorisée dans les aires de 50 000 à moins de 200 000 habitants,.
La commune, bordée par la Manche, est également une commune littorale au sens de la loi du 3 janvier 1986, dite loi littoral. Des dispositions spécifiques d’urbanisme s’y appliquent dès lors afin de préserver les espaces naturels, les sites, les paysages et l’équilibre écologique du littoral, tel le principe d'inconstructibilité, en dehors des espaces urbanisés, sur la bande littorale des 100 mètres, ou plus si le plan local d’urbanisme le prévoit.

### Occupation des sols
L'occupation des sols de la commune, telle qu'elle ressort de la base de données européenne d’occupation biophysique des sols Corine Land Cover (CLC), est marquée par l'importance des territoires artificialisés (71,8 % en 2018), en augmentation par rapport à 1990 (65,8 %). La répartition détaillée en 2018 est la suivante : 
zones urbanisées (47,1 %), zones industrielles ou commerciales et réseaux de communication (22,5 %), terres arables (17,9 %), prairies (4,9 %), milieux à végétation arbustive et/ou herbacée (2,3 %), mines, décharges et chantiers (2,2 %), zones humides côtières (0,9 %), eaux continentales (0,7 %), eaux maritimes (0,6 %), espaces ouverts, sans ou avec peu de végétation (0,5 %), forêts (0,4 %). L'évolution de l’occupation des sols de la commune et de ses infrastructures peut être observée sur les différentes représentations cartographiques du territoire : la carte de Cassini (XVIIIe siècle), la carte d'état-major (1820-1866) et les cartes ou photos aériennes de l'IGN pour la période actuelle (1950 à aujourd'hui).

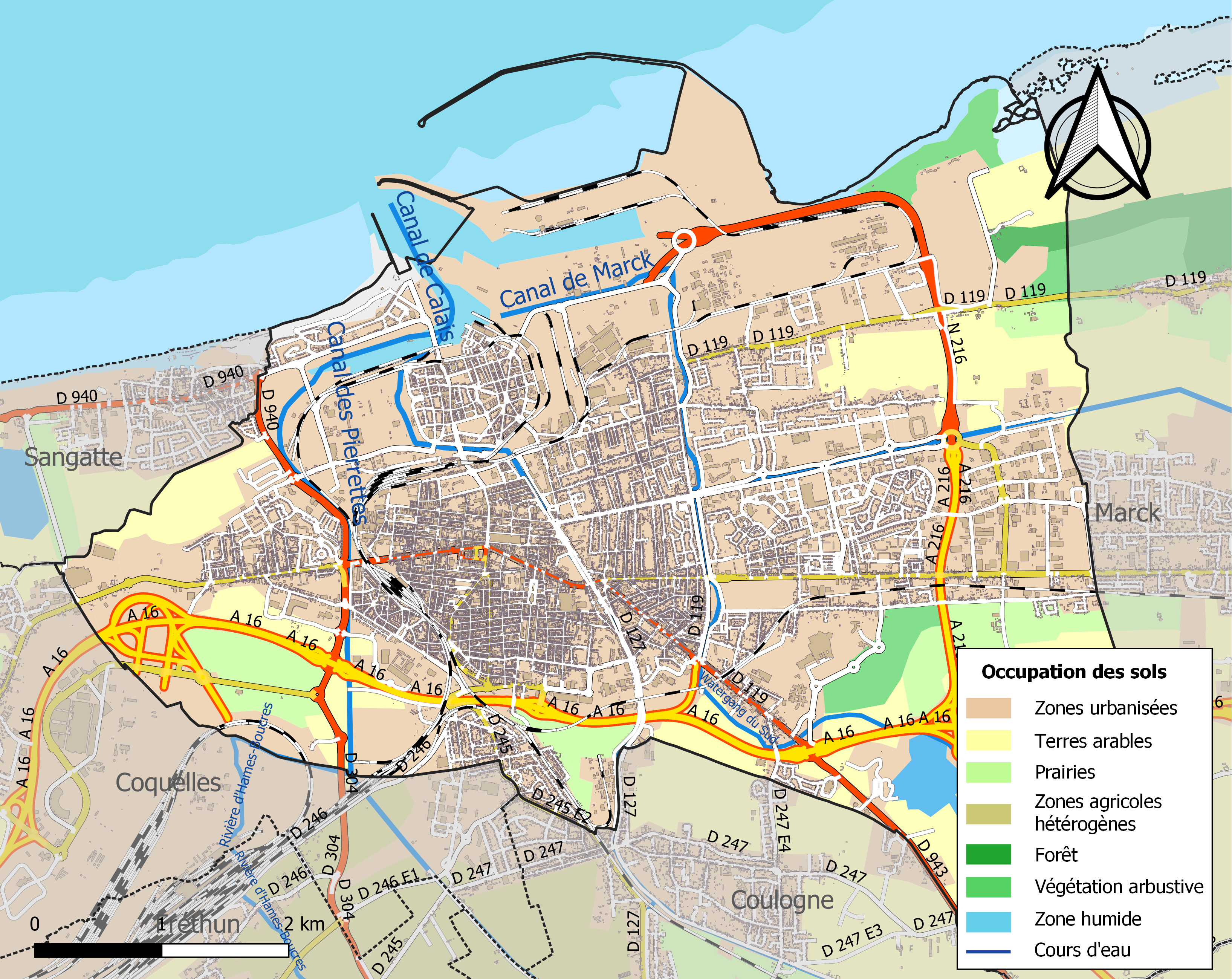
Carte des infrastructures et de l'occupation des sols de la commune en 2018 (CLC).

### Morphologie urbaine

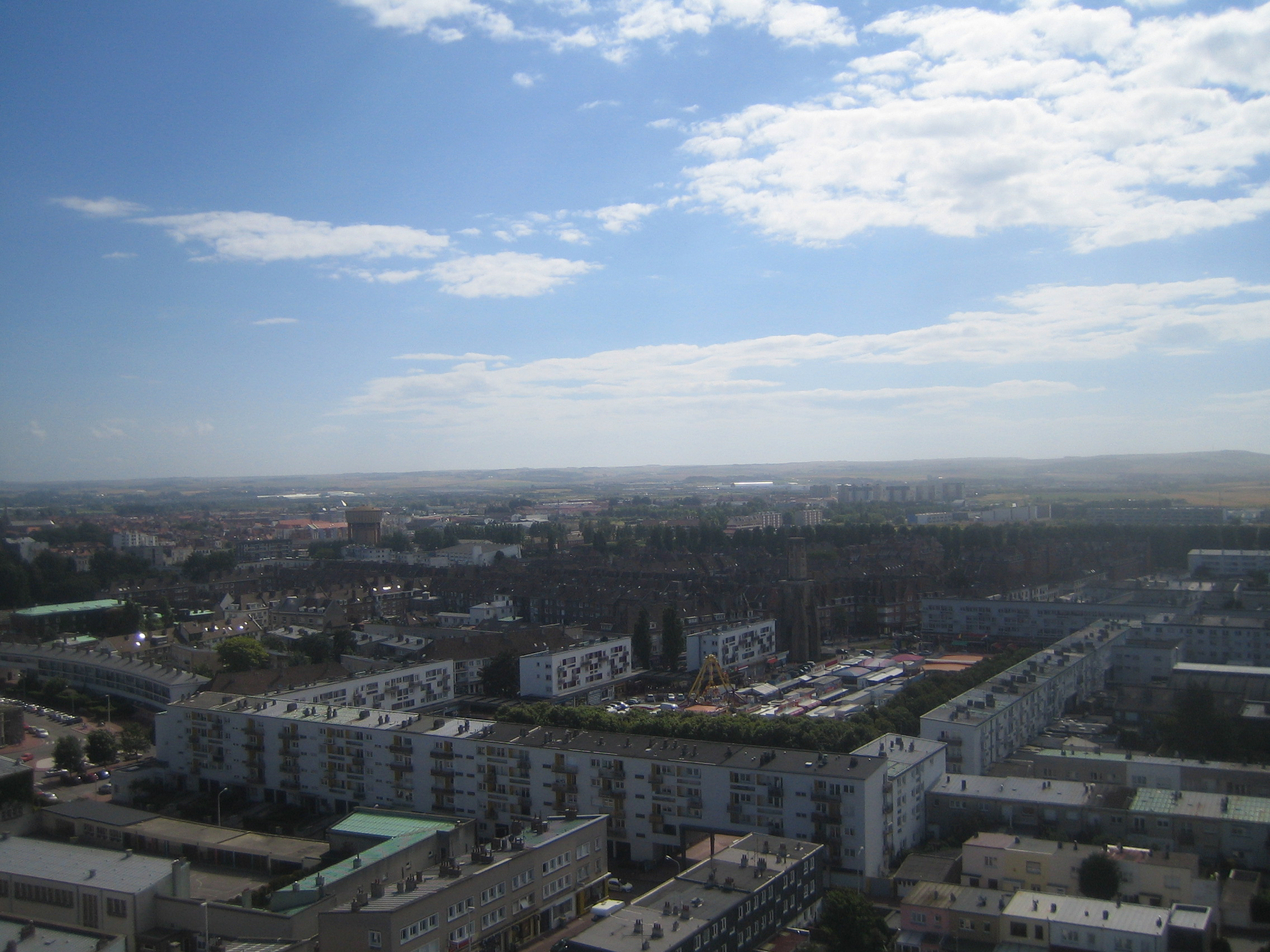
Barres d'immeubles à Calais.

La commune de Calais est découpée en treize quartiers :
- Beau-Marais
- Cailloux
- Calais-Nord
- Courgain-Maritime
- Fontinettes
- Fort-Nieulay
- Gambetta
- Nouvelle-France
- Mi-voix
- Petit-Courgain
- Plage
- Pont-du-Leu
- Saint-Pierre

Bénéficiant de sa situation privilégiée comme porte vers l'Angleterre, la commune fut protégée par de nombreux ouvrages militaires au cœur de la ville même et dans les environs immédiats, au nord et à l'ouest.

### Logement
En 2021, le nombre total de logements dans la commune était de 36 431, alors qu'il était de 36 061 en 2015 et de 35 016 en 2010. 
Parmi ces logements, 87,7 % étaient des résidences principales, 2,0 % des résidences secondaires et 10,3 % des logements vacants. Ces logements étaient pour 50,1 % d'entre eux des maisons individuelles et pour 48,8 % des appartements. 
Le tableau ci-dessous présente la typologie des logements à Calais en 2021 en comparaison avec celle du Pas-de-Calais et de la France entière. Une caractéristique marquante du parc de logements est ainsi la faible proportion des résidences secondaires et logements occasionnels (2,0 %) par rapport au département (6,5 %) et à la France entière (9,7 %). 
| Typologie                                               | Calais | Pas-de-Calais | France entière |
| ------------------------------------------------------- | ------ | ------------- | -------------- |
| Résidences principales (en %)                           | 87,7   | 86,1          | 82,2           |
| Résidences secondaires et logements occasionnels (en %) | 2,0    | 6,5           | 9,7            |
| Logements vacants (en %)                                | 10,3   | 7,3           | 8,1            |

### Projets d'aménagements

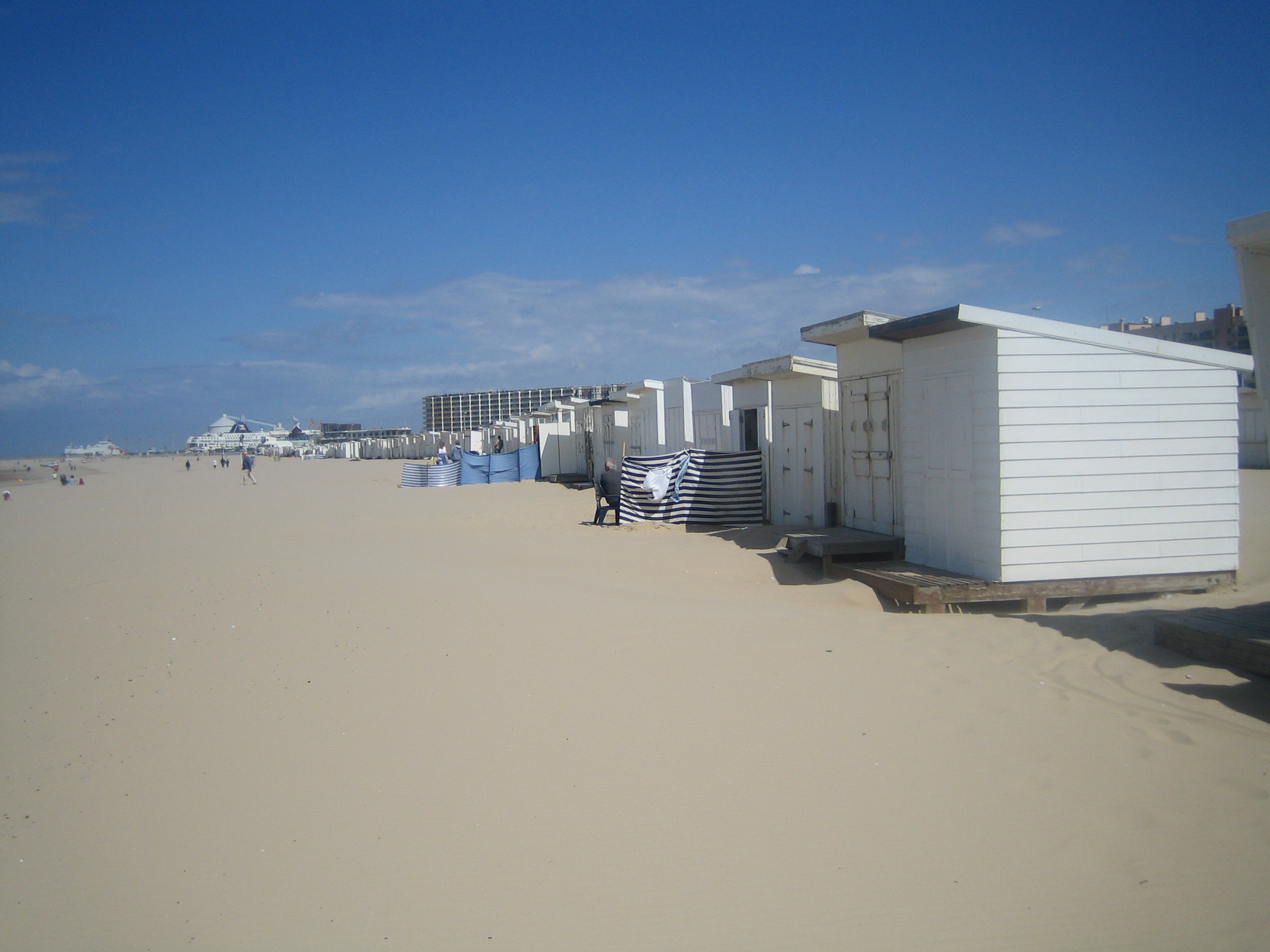
La plage.

La ville a travaillé à une réhabilitation des quartiers avec le programme de l'Agence nationale pour la rénovation urbaine (ANRU) à partir de 2003. Les trois territoires identifiés sont les quartiers prioritaires du Beau-Marais (secteur Marinot, Gaugin-Matisse, Renoir et Carrefour) mobilisant 56 % du budget du programme, du fort-Nieulay (secteur Constantine) et de Saint-Pierre (secteur Château d'eau). Le quartier Vauxhall-Fontinettes bénéficie également du programme national de requalification des quartiers anciens dégradés.
Plusieurs écoquartiers sont par ailleurs en projet. La rénovation du quartier Calais-Nord se concrétise par la construction d'une halle sur la place d'Armes en 2015.
La requalification du front de mer est engagée à la fin des années 2000.
En 2015 et 2016, des barrières sont installées sur certains sites sensibles et un mur est construit près de la rocade portuaire contre l'intrusion de migrants clandestins.

### Voies de communication et transports

#### Réseau routier
Le tunnel sous la Manche, dont l'accès continental est situé dans la commune voisine de Coquelles, permet de rejoindre l'Angleterre.
Calais est également sur le trajet de plusieurs autoroutes : l'autoroute A16 (qui relie la région parisienne à la frontière avec la Belgique via Beauvais, Amiens, Abbeville, Boulogne-sur-Mer et Dunkerque) et l'autoroute A26 (qui relie Calais à Troyes via Arras, Saint-Quentin, Reims et Châlons-en-Champagne). L'autoroute A216, aussi appelée la « rocade portuaire », longue de 3 km, relie l'est de Calais et le port aux échangeurs des autoroutes A16 et A26. Par ailleurs, la route européenne 40 commence à Calais pour terminer à Ridder, faisant d'elle la plus longue route européenne qui existe.
Le tableau suivant présente les grands liens routiers autour de Calais et les distances vers les grandes villes proches.
| Ville            | Distance à vol d'oiseau | Voie routière   | Distance automobile | Temps de parcours automobile |
| ---------------- | ----------------------- | --------------- | ------------------- | ---------------------------- |
| Boulogne-sur-Mer | 30 km                   | A16             | 35 km               | 30 minutes                   |
| Dunkerque        | 35 km                   | A16             | 45 km               | 35 minutes                   |
| Lille            | 90 km                   | A16 - A25       | 110 km              | 1 h 10                       |
| Abbeville        | 95 km                   | A16             | 115 km              | 1 h 10                       |
| Arras            | 100 km                  | A26             | 110 km              | 1 h 10                       |
| Bruges           | 100 km                  | A16 - A18       | 115 km              | 1 h 15                       |
| Amiens           | 120 km                  | A16             | 160 km              | 1 h 30                       |
| Londres          | 150 km                  | Tunnel - M20    | 170 km              |                              |
| Saint-Quentin    | 160 km                  | A26             | 175 km              | 1 h 40                       |
| Bruxelles        | 175 km                  | A16 - A18 - A10 | 195 km              | 1 h 50                       |
| Rouen            | 175 km                  | A16 - A28       | 215 km              | 2 h                          |
| Paris            | 235 km                  | A16 ou A26 - A1 | 290 km              | 2 h 50                       |
| Reims            | 245 km                  | A26             | 265 km              | 2 h 25                       |

#### Transport ferroviaire
Plusieurs gares ferroviaires desservent Calais :
- la gare de Calais - Fréthun, à 7 km de Calais, se trouve sur la LGV Nord et assure des liaisons avec Lille et Paris en TGV, Londres et Bruxelles par Eurostar, mais aussi avec d'autres villes régionales et des localités proches ;
- les gares de Calais-Ville (en centre-ville), des Fontinettes et de Beau-Marais sont desservies par des TER Nord-Pas-de-Calais.

#### Transport aérien
L'aéroport de Calais-Dunkerque, situé sur la commune voisine de Marck, assure principalement des vols commerciaux.
Calais se trouve à environ 100 km de l'aéroport de Lille-Lesquin, 170 km de Beauvais, 220 km de Roissy-Charles-de-Gaulle et 255 km de Paris-Orly.

#### Transport maritime

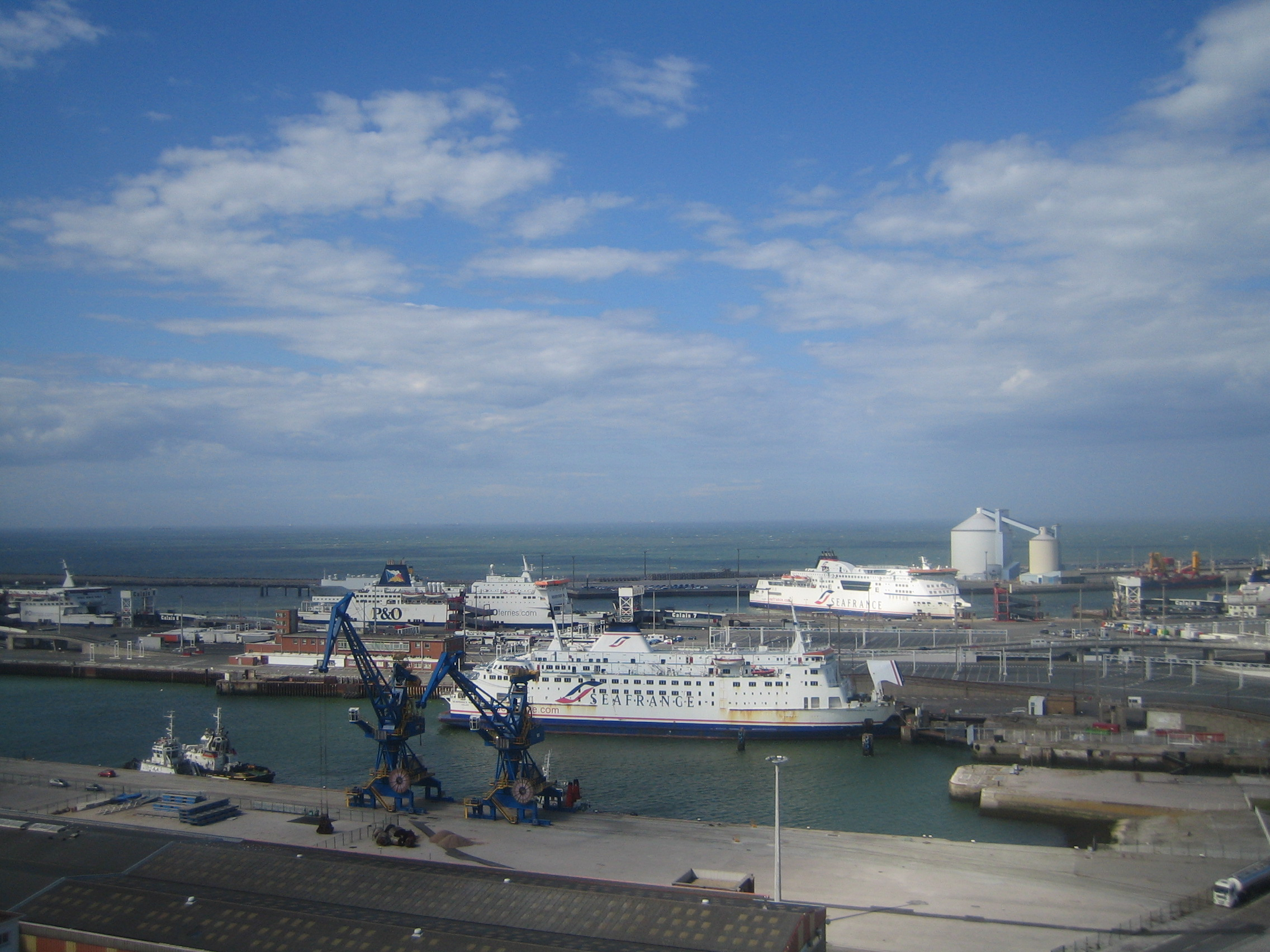
Ferrys des compagnies SeaFrance et P&O dans le port en 2008.

Le port de Calais est le premier port français pour le trafic de voyageurs entre la France et l'Angleterre. Chaque année, plus de 10 millions de passagers passent par Calais pour aller en Angleterre ou venir en France.
Il est aussi le 4e port français de marchandises.
En 2023, le port de Calais, est le huitième plus fréquenté de l'Union européenne avec environ sept millions de passagers sur toute l'année, devant Stockholm et derrière Tallinn.

#### Transports en commun

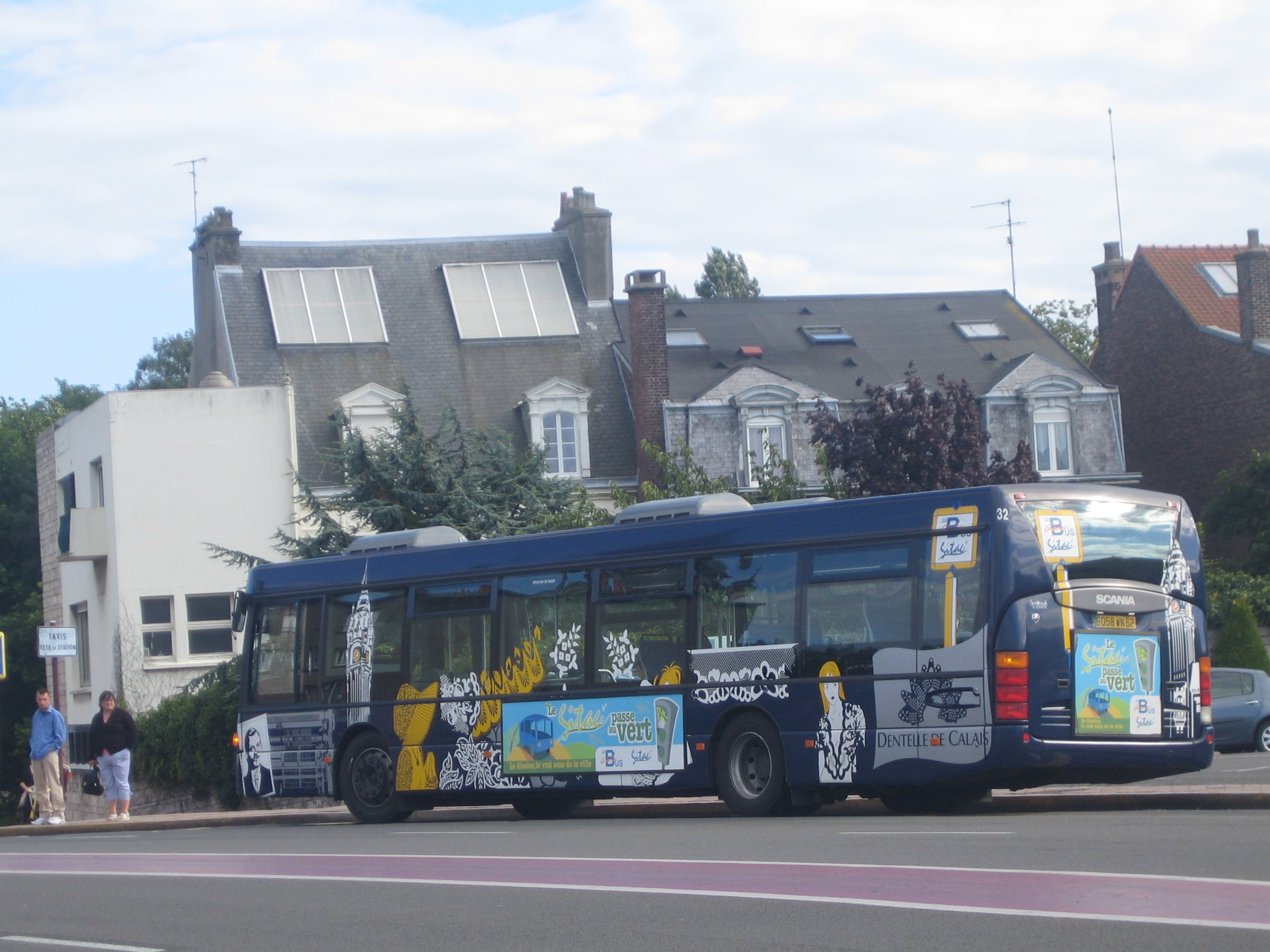
Bus du réseau urbain en 2008.

Les lignes de bus du réseau Imag'in permettent le déplacement dans l'agglomération et les communes voisines. La ville est également desservie par les cars du réseau interurbain du Pas-de-Calais, Oscar.
Le SITAC intègre dans son offre la possibilité d'emprunter la Majest'in, au départ de Calais, jusqu'à Coulogne. La Majest'in est un bateau panoramique permettant d'admirer la variété des paysages Calaisiens et Coulonnais.

#### Pistes cyclables
Depuis le 17 juillet 2010, Calais est dotée d'un système de vélos en libre-service, le Vel'in, qui propose 260 vélos répartis sur 38 stations,.

### Risques naturels et technologiques

#### Risque inondation
Du fait de son implantation proche de la mer et de son altitude basse avec des reliefs très faibles, Calais est susceptible d'être touchée par les inondations :
- Par remontées de nappes naturelles ;
- Par submersion marine ;
- Par une crue à débordement lent de cours d'eau.

À la suite du passage des tempêtes Ciarán, Domingos et Elisa et des inondations et coulées de boue qui se sont produites, la commune est reconnue, par arrêté du 14 novembre 2023, en état de catastrophe naturelle pour inondations et coulées de boue sur la période du 2 au 12 novembre 2023, comme 179 autres communes du département.

#### Risque sismique
Le risque sismique est faible sur l'ensemble du territoire communal (zone 2 sur 5 du zonage mis en place en mai 2011), comme dans la majorité de la région.

### Qualité de l'environnement
L'environnement de la commune elle-même est aujourd'hui densément urbanisé, périurbanisé et très industrialisé. L'histoire récente l'a profondément marqué par les séquelles d'industries lourdes et polluantes, mais aussi par des séquelles de guerre. Le port et la ville abritent, outre l'usine Tioxide, trois usines « Seveso seuil haut » (chimie/pesticides/pharmacie) ;
- Calaire-Chimie, au sud de la ville, près du canal de Calais et de grandes voies de circulation
- Interor (ou Société des Usines Chimiques, ou Interor S.A. Interor Production Inter II)
- Synthexim.

Mais l'ouverture sur la mer, le lien au réseau des zones humides arrière-littorales via les watringues et le canal Napoléon, ainsi qu'un littoral riche et partiellement protégé confère à la ville des responsabilités importantes en matière de patrimoine naturel.
Les curages portuaires sont sources de sédiments pollués mais font l'objet d'enquêtes publiques. La chambre de commerce et d'industrie et le port ont postulé au label écoport et une dimension de haute qualité environnementale devrait être apportée aux nouveaux aménagements du projet Calais 2015.

## Toponymie
| Formes successives du nom attestées pour la localité - Kaleeis, vers 1180 (ch. d’Art., A. 4, no 7) - Calays, 1180 (ch. de Saint-Bert., no 308) - Kalais, 1181 (ch. de Saint-Bert., no 317) - Kaleis, 1196 (ch. d’Art., A. 5, no 5) - Calaisiacum, XIIIe siècle (Lamb. Ard., p. 55) - Calesetum, XIIIe siècle (Lamb. Ard., p. 179) - Kalet, 1204 (Arch. nat., J. 238, no 2) - Kales, 1220 (ch. de Saint-Bert., no 582) - Calays, 1226 (ch. de Saint-Bert., no 684) - Calasium, 1227 (Histor. de France, t. XVIII, p. 580 ; chronic. Andr.) - Kalees, 1228 (ch. de Saint-Bert., no 744) - Calesium, 1259 (ch. de Saint-Bert., no 1059) - Chalais, 1282 (ch. d’Art., A. 28) - Kalesium, 1266 (ch. de Saint-Bert., no 1098) - Caleys, (Richard, Mahaut, pr., p. 414) - Calez, 1308, 1266 (ch. d’Art., A. 15, no 26) - Calai, 1292 (cart. d’Art., A. 2, fo 5 v°) - Chalays, 1306 (mém. Soc. acad. de Boul., t. IX, p. 265) - Callais, 1320 (ch. d’Art., A. 377, no 7) - Calais, 1331 (ch. de Saint-Bert., no 1543) - Callès, 1415 (mém. Soc. acad. de Boul., t. VII, p. 120) - Calisia, 1472 (ch. de la Capelle, t. IX, p. 381) - Callays, 1492 (comptes de Beuvrequen, fo 2 r°) - Calles, Callice, Callis, Calys, 1556 (terr. angl. du Calaisis, fo 24, 46 et 76) - Calais, 1801 (Bulletin des lois) |

Le premier document officiel mentionnant l'existence de cette communauté est la charte de commune octroyée par Mathieu d'Alsace au XIIe siècle, charte connue par la confirmation qu'en fait, en 1181, Gérard de Gueldre, comte de Boulogne. 
D'autres auteurs citent des titres mentionnant Calesium à partir du IXe siècle mais sans les détailler.
Albert Dauzat émet des réserves sur l'explication du nom par un pré-celtique *kal « pierre, rocher », donnée par Hermann Gröhler, suivi du suffixe pré-celtique -es(um). Xavier Delamarre propose le gaulois caleto- « dur », que l'on trouve dans Caleti, Caletes, peuple de Gaule belgique qui a laissé son nom au pays de Caux.
Calais remonterait en fait à Caletes (d'où la forme ancienne Kaleeis mentionnée dans les sources, voir supra) « la dure » (cf. vieil irlandais calad, gallois caled, breton kaled « dur ») effectivement basée sur *kal, thème indo-européen désignant la dureté et que l'on retrouve dans le latin callum « cal, durillon ». Le sens toponymique de *Caletes reste cependant obscur.
Le nom de la commune en néerlandais et en flamand occidental est Kales. De nos jours, la forme Kales est rarement utilisée en néerlandais. Elle figure encore dans l'expression het Nauw van Kales 'le Pas de Calais', désignant le détroit entre Calais et Douvres, bien que l'expression synonyme het Nauw van Calais est utilisée plus fréquemment. En outre, le mot Kales est utilisé par certains néerlandophones qui veulent ainsi accentuer les anciens liens entre cette ville et la langue néerlandaise qui y fut parlée il y a plusieurs siècles.

## Histoire

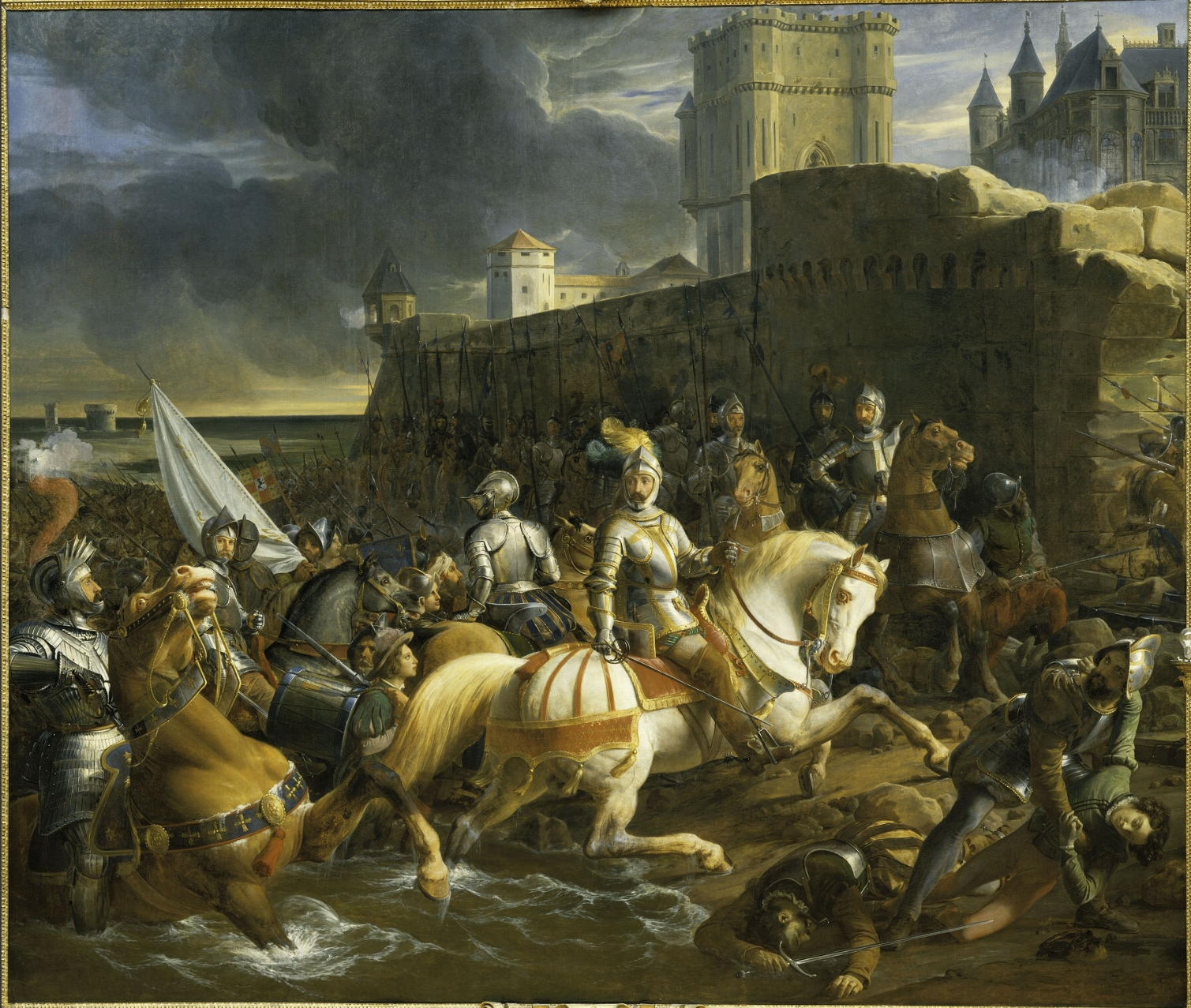
La Prise de Calais par les Français,
François-Edouard Picot, 1558.

Sa proximité avec l'Angleterre fait de Calais une place militaire stratégique. L'histoire de la ville est marquée par plusieurs sièges : un premier en 1346 lors de la guerre de Cent Ans, où le roi Édouard III d'Angleterre choisit Calais pour débarquer en France (la ville passant alors sous contrôle anglais), un deuxième en 1436 lorsque Philippe le Bon, duc de Bourgogne, attaque les Anglais en cherchant à libérer Calais, puis un dernier en 1558 où la France réussit finalement à récupérer la ville restée pendant plus de deux siècles sous occupation anglaise. En 1595, Calais est capturée par les Espagnols qui la rendent deux ans plus tard.
Au XVIIIe siècle, le port de Calais est en difficulté et ses activités disparaissent peu à peu au profit de Boulogne, son éternel rival, et de Dunkerque. Elle garde néanmoins une place importante lors des guerres napoléoniennes opposant la France au Royaume-Uni. Calais, petite ville de pêcheurs à la fin du XIXe siècle, se développe avec notamment l'apparition d'un tramway en 1879. Elle fusionne avec la ville industrielle voisine de Saint-Pierre-lès-Calais en 1885, triplant ainsi sa population et devenant la principale ville du Pas-de-Calais.
Calais est épargnée par la Première Guerre mondiale malgré plusieurs raids allemands faisant quelques dégâts. La commune est décorée de la croix de guerre 1914-1918 par décret du 25 août 1919, distinction également attribuée à 276 autres communes du Pas-de-Calais.
Le bilan des destructions lors de la Seconde Guerre mondiale est plus lourd. Calais, assiégée à deux reprises en 1940 et 1944, devient « zone interdite », les Allemands craignant un débarquement des forces alliées dans le Pas-de-Calais. Tout comme ses voisines, Boulogne et Dunkerque, la ville finit détruite à 73 %.
La commune est décorée de la croix de guerre 1939-1945 le 11 novembre 1948, distinction également attribuée à 28 autres communes du Pas-de-Calais.
La ville reconstruite après la guerre se développe, renforçant sa place de maîtresse du transport transmanche devant Boulogne. L'ouverture du tunnel sous la Manche en 1994 donne une nouvelle dynamique à l'agglomération, apportant des emplois, des commerces et de nouvelles infrastructures routières et ferroviaires. La ville est néanmoins touchée par la crise économique à la fin du XXe siècle, puis par la crise des migrants voulant rejoindre l'Angleterre au début du XXIe siècle. De multiples campements de fortune, désignés sous le nom de « jungle de Calais », régulièrement démolis et reconstruits, jouxtent la ville depuis 2002.

## Politique et administration

### Découpage territorial
La commune se trouve dans l'arrondissement de Calais du département du Pas-de-Calais.

#### Commune et intercommunalités
La commune est membre de la communauté d'agglomération Grand Calais Terres et Mers.

#### Circonscriptions administratives
La commune est rattachée au canton de Calais-1.

#### Circonscriptions électorales
Pour l'élection des députés, la commune fait partie de la septième circonscription du Pas-de-Calais.

### Élections municipales et communautaires
Le conseil municipal, compte tenu de la population communale, est composé de quarante-neuf élus.

#### Liste des maires
| Période         | Période                      | Identité             | Étiquette    | Qualité |
| --------------- | ---------------------------- | -------------------- | ------------ | --- |
| 3 octobre 1944  | 3 novembre 1945              | Jacques Vendroux     | RPF          | Industriel Maire provisoire |
| 3 novembre 1945 | 26 octobre 1947              | Hubert Défachelles   | PCF          | Cheminot puis artisan |
| 26 octobre 1947 | février 1950                 | Gaston Berthe        | SFIO         | Fabricant de tulles et dentelles Conseiller général de Calais-Sud-Est (1949 → 1952) |
| février 1950    | février 1950                 | Henri Joseph Mullard |              | |
| février 1950    | 28 mars 1952 (décès)         | Gaston Berthe        | SFIO         | Fabricant de tulles et dentelles Conseiller général de Calais-Sud-Est (1949 → 1952) |
| 28 mars 1952    | 15 mars 1959                 | André Parmentier     | SFIO         | Instituteur Conseiller général de Calais-Nord-Ouest (1955 → 1961) |
| 15 mars 1959    | 15 mars 1969 (démission)     | Jacques Vendroux     | UNR puis UDR | Industriel Député européen Député du Pas-de-Calais (7e circ.) (1945 → 1955 et 1958 → 1973) Conseiller général de Calais-Nord-Ouest (1949 → 1955) |
| 15 mars 1969    | 14 mars 1971                 | Charles Beaugrand    | UDR          | Agent immobilier Conseiller général de Calais-Nord-Ouest (1970 → 1985) |
| 14 mars 1971    | 27 mars 2000 (démission)     | Jean-Jacques Barthe  | PCF          | Instituteur Député du Pas-de-Calais (7e circ.) (1973 → 1986) Député du Pas-de-Calais (Pas-de-Calais) (1986 → 1988) Conseiller général de Calais-Centre (1973 → 1979) Conseiller général de Calais-Nord-Ouest (1979 → 1985) |
| 28 mars 2000    | 16 mars 2008                 | Jacky Hénin          | PCF          | Technicien de gestion Député européen (2004 → 2014) Président de la CA du Calaisis (? → 2008) |
| 16 mars 2008    | En cours (au 3 février 2022) | Natacha Bouchart     | UMP puis LR  | Directrice des ressources humaines Sénatrice du Pas-de-Calais (2011 → 2016) Conseillère régionale du Nord-Pas-de-Calais (2004 → 2011) Conseillère régionale des Hauts-de-France (2015 → ) Vice-présidente du conseil régional (2016 → ) Présidente de Grand Calais Terres et Mers (2015 → ) Réélue pour le mandat 2014-2020 Réélue pour le mandat 2020-2026, |

### Autres élections
En 2008, Jacky Hénin, maire sortant PC de Calais, se représente à la tête de la municipalité calaisienne pour un second mandat. Il arrive en tête du premier tour avec 37,70 % des suffrages. Derrière lui, la liste de Natacha Bouchart, conseillère régionale UMP, le talonne avec 36,36 % des suffrages. Au second tour, la liste FN se retire et appelle à voter UMP pour faire barrage au maire sortant PC de Calais. Au soir du second tour, la droite parvient à prendre la ville après 37 années de gestion communiste, l’UMP Natacha Bouchart est élue maire de Calais avec plus de 54 % des suffrages et devient ainsi la première femme à Calais à accéder au fauteuil de maire de la ville.
Lors des élections municipales de mars 2014, la liste de la sénatrice-maire sortante UMP, Natacha Bouchart, arrive en tête du premier tour avec près de 40 % des suffrages, la liste de l'ancien maire communiste, Jacky Hénin, recueillant 22 % des suffrages. Le député PS, Yann Capet, recueille quant à lui 19 % des suffrages et le FN 12 %. Les listes de l'ancien maire communiste et du PS fusionnent au second tour. Au soir du second tour, Natacha Bouchart est réélue dans une triangulaire où elle recueille plus de 52 % des suffrages face aux listes PC-PS-EELV-FG de Jacky Hénin (39,32 %) et FN de Françoise Vernalde (8,56 %).
Lors des élections municipales de mars 2020, 55 listes sont présentes face à la liste de la maire sortante LR.
À la différence des élections municipales de 2014, la gauche parvient à se rassembler dès le premier tour espérant reprendre la Ville après 12 ans de gestion à droite. Le RN présente un candidat originaire de Bretagne.
Au soir au premier tour, la liste de la maire sortante LR arrive très largement en tête avec 50,24%. La gauche enregistre son score le plus faible aux municipales. Le RN est placé derrière la gauche rassemblée. Natacha Bouchart est réélue dès le premier tour pour un 3e mandat.
| Élections présidentielles, résultats des deuxièmes tours.                                                                               | Élections présidentielles, résultats des deuxièmes tours. | Élections présidentielles, résultats des deuxièmes tours. | Élections présidentielles, résultats des deuxièmes tours. | Élections présidentielles, résultats des deuxièmes tours. | Élections présidentielles, résultats des deuxièmes tours. | Élections présidentielles, résultats des deuxièmes tours. | Élections présidentielles, résultats des deuxièmes tours. |
| Année | Élu                                                       | Élu                                                       | Élu                                                       | Battu                                                     | Battu                                                     | Battu                                                     | Participation                                             |
| --- | --------------------------------------------------------- | --------------------------------------------------------- | --------------------------------------------------------- | --------------------------------------------------------- | --------------------------------------------------------- | --------------------------------------------------------- | --------------------------------------------------------- |
| 2002 | 78,28 %                                                   | Jacques Chirac                                            | RPR                                                       | 21,72 %                                                   | Jean-Marie Le Pen                                         | FN                                                        | 72,67 %                                                   |
| 2007 | 44,56 %                                                   | Nicolas Sarkozy                                           | UMP                                                       | 55,44 %                                                   | Ségolène Royal                                            | PS                                                        | 77,42 %                                                   |
| 2012 | 61,82 %                                                   | François Hollande                                         | PS                                                        | 38,18 %                                                   | Nicolas Sarkozy                                           | UMP                                                       | 73,67 %                                                   |
| 2017 | 42,58 %                                                   | Emmanuel Macron                                           | EM                                                        | 57,42 %                                                   | Marine Le Pen                                             | FN                                                        | 69,08 %                                                   |
| 2022 | 38,34 %                                                   | Emmanuel Macron                                           | LREM                                                      | 61,66 %                                                   | Marine Le Pen                                             | RN                                                        | 66,40 %                                                   |
| Élections législatives, résultats des deux meilleurs scores du dernier tour de scrutin.                                                 |                                                           |                                                           |                                                           |                                                           |                                                           |                                                           |                                                           |
| Année | Élu                                                       | Élu                                                       | Élu                                                       | Battu                                                     | Battu                                                     | Battu                                                     | Participation                                             |
| Calais est répartie sur plusieurs circonscriptions, cf. les résultats des .                                                             |                                                           |                                                           |                                                           |                                                           |                                                           |                                                           |                                                           |
| Avant 2010, Calais est répartie sur plusieurs circonscriptions, cf. les résultats des 6e et 7e circonscriptions du Pas-de-Calais.       |                                                           |                                                           |                                                           |                                                           |                                                           |                                                           |                                                           |
| 2002 | %                                                         |                                                           |                                                           | %                                                         |                                                           |                                                           | indisponible %                                            |
| 2007 | %                                                         |                                                           |                                                           | %                                                         |                                                           |                                                           | indisponible %                                            |
| Après 2010, Calais est répartie sur plusieurs circonscriptions, cf. les résultats de .                                                  |                                                           |                                                           |                                                           |                                                           |                                                           |                                                           |                                                           |
| 2012 | 65,76 %                                                   | Yann Capet                                                | PS                                                        | 34,24 %                                                   | Philippe Mignonet                                         | UMP                                                       | 45,13 %                                                   |
| 2017 | 57,41 %                                                   | Pierre-Henri Dumont                                       | Les Républicains (Union des démocrates et indépendants)   | 42,59 %                                                   | Philippe Olivier                                          | Front national                                            | 36.80 %                                                   |
| 2022 | 51,12 %                                                   | Pierre-Henri Dumont                                       | LR (UDC)                                                  | 48,88 %                                                   | Marc de Fleurian                                          | RN                                                        | 35.30 %                                                   |
| 2024 | %                                                         |                                                           |                                                           | %                                                         |                                                           |                                                           | %                                                         |
| Élections européennes, résultats des deux meilleurs scores.                                                                             |                                                           |                                                           |                                                           |                                                           |                                                           |                                                           |                                                           |
| Année | Liste 1re                                                 | Liste 1re                                                 | Liste 1re                                                 | Liste 2e                                                  | Liste 2e                                                  | Liste 2e                                                  | Participation                                             |
| 2004 | 40,09 %                                                   | Jacky Hénin                                               | PCF                                                       | 17,62 %                                                   | Henri Weber                                               | PS                                                        | 35,50 %                                                   |
| 2009 | 30,16 %                                                   | Jacky Hénin                                               | GUE/NGL                                                   | 18,33 %                                                   | Dominique Riquet                                          | ADLE                                                      | 32,13 %                                                   |
| 2014 | %                                                         |                                                           |                                                           | %                                                         |                                                           |                                                           | %                                                         |
| 2019 | %                                                         |                                                           |                                                           | %                                                         |                                                           |                                                           | %                                                         |
| 2024 | %                                                         |                                                           |                                                           | %                                                         |                                                           |                                                           | %                                                         |
| Élections régionales, résultats des deux meilleurs scores.                                                                              |                                                           |                                                           |                                                           |                                                           |                                                           |                                                           |                                                           |
| Année | Liste 1re                                                 | Liste 1re                                                 | Liste 1re                                                 | Liste 2e                                                  | Liste 2e                                                  | Liste 2e                                                  | Participation                                             |
| 2004 | 57,18 %                                                   | Daniel Percheron                                          | PS                                                        | 23,53 %                                                   | Jean Paul Delevoye                                        | RPR                                                       | 54,08 %                                                   |
| 2010 | 54,05 %                                                   | Daniel Percheron                                          | PS                                                        | 23,39 %                                                   | Valérie Létard                                            | MAJ                                                       | 42,66 %                                                   |
| 2015 | 55,13 %                                                   | Xavier Bertrand                                           | LR                                                        | 44,87 %                                                   | Marine Le Pen                                             | Front national                                            | 55,18 %                                                   |
| 2021 | %                                                         |                                                           |                                                           | %                                                         |                                                           |                                                           | %                                                         |
| Élections cantonales |                                                           |                                                           |                                                           |                                                           |                                                           |                                                           |                                                           |
| Année | Élu                                                       | Élu                                                       | Élu                                                       | Battu                                                     | Battu                                                     | Battu                                                     | Participation                                             |
| Calais est répartie sur plusieurs cantons, cf. les résultats de ceux de Calais-Centre, Calais-Est, Calais-Nord-Ouest et Calais-Sud-Est. |                                                           |                                                           |                                                           |                                                           |                                                           |                                                           |                                                           |
| 2001 | %                                                         |                                                           |                                                           | %                                                         |                                                           |                                                           | indisponible %                                            |
| 2004 | %                                                         |                                                           |                                                           | %                                                         |                                                           |                                                           | indisponible %                                            |
| 2008 | %                                                         |                                                           |                                                           | %                                                         |                                                           |                                                           | indisponible %                                            |
| 2011 | %                                                         |                                                           |                                                           | %                                                         |                                                           |                                                           | indisponible %                                            |
| Élections départementales |                                                           |                                                           |                                                           |                                                           |                                                           |                                                           |                                                           |
| Année | Élus                                                      | Élus                                                      | Élus                                                      | Battus                                                    | Battus                                                    | Battus                                                    | Participation                                             |
| Calais est répartie sur plusieurs cantons, cf. les résultats de ceux de Calais-1, Calais-2 et Calais-3.                                 |                                                           |                                                           |                                                           |                                                           |                                                           |                                                           |                                                           |
| 2015 | %                                                         |                                                           |                                                           | %                                                         |                                                           |                                                           | indisponible %                                            |
| 2021 | %                                                         |                                                           |                                                           | %                                                         |                                                           |                                                           | %                                                         |
| Référendums. |                                                           |                                                           |                                                           |                                                           |                                                           |                                                           |                                                           |
| Année | Oui (national)                                            | Oui (national)                                            | Oui (national)                                            | Non (national)                                            | Non (national)                                            | Non (national)                                            | Participation                                             |
| 1992 | % (51,04 %)                                               | % (51,04 %)                                               | % (51,04 %)                                               | % (48,96 %)                                               | % (48,96 %)                                               | % (48,96 %)                                               | %                                                         |
| 2000 | % (73,21 %)                                               | % (73,21 %)                                               | % (73,21 %)                                               | % (26,79 %)                                               | % (26,79 %)                                               | % (26,79 %)                                               | %                                                         |
| 2005 | % (45,33 %)                                               | % (45,33 %)                                               | % (45,33 %)                                               | % (54,67 %)                                               | % (54,67 %)                                               | % (54,67 %)                                               | %                                                         |

### Jumelages
La commune est jumelée avec :
| Ville | Ville     | Pays | Pays        | Période                    |
| ----- | --------- | ---- | ----------- | -------------------------- |
|       | Bardejov  |      | Slovaquie   | depuis le 6 septembre 2002 |
|       | Brăila    |      | Roumanie    | depuis le 8 mai 2002       |
|       | Douvres   |      | Royaume-Uni | depuis juin 1973           |
|       | Duisbourg |      | Allemagne   | depuis le 25 juin 1964     |
|       | Fanga     |      | Mali        | depuis 2005                |
|       | Riga      |      | Lettonie    | depuis le 19 novembre 1976 |
|       | Wismar    |      | Allemagne   | depuis décembre 1971       |
|       | Xiangtan  |      | Chine       | depuis 2017                |

## Équipements et services publics

### Espaces publics
La commune est labellisée « quatre fleurs » au concours des villes et villages fleuris.

### Enseignement

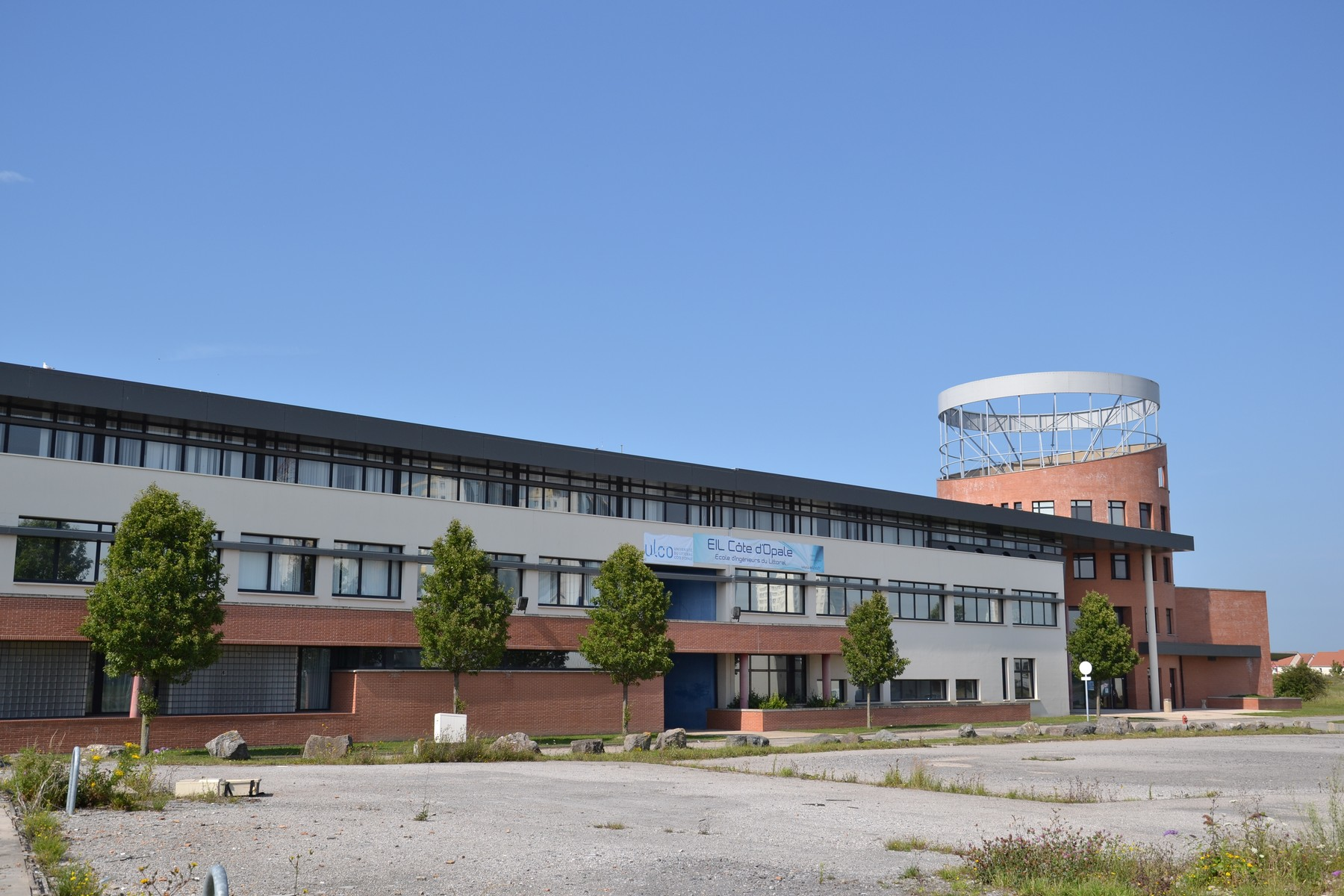
Le bâtiment A de l'ULCO à Calais.

La commune de Calais dépend de l'Académie de Lille et les écoles primaires de la commune dépendent de l'Inspection académique du Pas-de-Calais. Pour le calendrier des vacances scolaires, Calais est en zone B.
Calais abrite 25 écoles maternelles, 32 écoles primaires, 9 collèges (7 publics et 2 privés) et 7 lycées (Saint-Pierre, Pierre-de-Coubertin, Sophie-Berthelot…).
Le premier lycée HQE (haute qualité environnementale) de France, le lycée Léonard-de-Vinci, a été construit à Calais en 1998.
Calais accueille également une partie de l’université du Littoral Côte d'Opale (ULCO) en proposant principalement des formations en sciences et technologie. Le site de Calais abrite également une partie de l'EILCO, une école d'ingénieurs en 5 ans avec cycle préparatoire intégré.

### Santé
Le premier hôpital de Calais s'installe Quai du Commerce le 26 janvier 1887. Celui-ci se développe durant le XXe siècle mais les infrastructures deviennent vétustes.
Un nouvel hôpital est construit en 1975, auquel s'ajoute un nouveau plateau technique en 1992. En 2007, trois nouvelles activités sont ouvertes au public : consultations avancées de chirurgie infantile, unité de surveillance continue et unité de chirurgie ambulatoire. D'autres services (gynécologie-obstétrique, réadaptation cardiaque, réhabilitation respiratoire) se voient attribuer de nouveaux espaces plus performants et accueillants.
Un nouvel hôpital est construit en 2012 dans la zone du Virval. L'ancien est alors détruit.

### Justice, sécurité, secours et défense

#### Instances judiciaires et administratives
Calais, dont le toponyme est étroitement associé au nom de son département, n’occupe, jusqu'au 9 janvier 1962, que le modeste rang de chef-lieu de canton. La sous-préfecture de Calais devient opérante le 10 janvier.
Calais abrite un palais de justice qui fait office de tribunal d'instance, mais dépend fortement de celui de Boulogne-sur-Mer qui est plus important. La commune relève ainsi du tribunal d'instance de Calais, du tribunal de grande instance de Boulogne-sur-Mer, de la cour d'appel de Douai, du tribunal pour enfants de Boulogne-sur-Mer, du conseil de prud'hommes de Calais, du tribunal de commerce de Boulogne-sur-Mer, du tribunal administratif de Lille et de la cour administrative d'appel de Douai.

## Population et société

### Démographie
Les habitants de la commune sont appelés les Calaisiens.

#### Évolution démographique
L'évolution du nombre d'habitants est connue à travers les recensements de la population effectués dans la commune depuis 1793. Pour les communes de plus de 10 000 habitants les recensements ont lieu chaque année à la suite d'une enquête par sondage auprès d'un échantillon d'adresses représentant 8 % de leurs logements, contrairement aux autres communes qui ont un recensement réel tous les cinq ans,.

En 2022, la commune comptait 67 585 habitants, en évolution de −9,86 % par rapport à 2016 (Pas-de-Calais : −0,72 %, France hors Mayotte : +2,11 %).
| 1793  | 1800  | 1806  | 1821  | 1831   | 1836   | 1841   | 1846   | 1851   |
| ----- | ----- | ----- | ----- | ------ | ------ | ------ | ------ | ------ |
| 6 549 | 6 996 | 8 102 | 8 854 | 10 437 | 10 865 | 12 508 | 11 444 | 10 993 |

| 1856   | 1861   | 1866   | 1872   | 1876   | 1881   | 1886   | 1891   | 1896   |
| ------ | ------ | ------ | ------ | ------ | ------ | ------ | ------ | ------ |
| 11 969 | 12 934 | 12 727 | 12 843 | 12 573 | 13 529 | 58 969 | 56 867 | 56 940 |

| 1901   | 1906   | 1911   | 1921   | 1926   | 1931   | 1936   | 1946   | 1954   |
| ------ | ------ | ------ | ------ | ------ | ------ | ------ | ------ | ------ |
| 59 743 | 66 627 | 72 322 | 73 001 | 71 629 | 70 213 | 67 568 | 50 048 | 60 340 |

| 1962   | 1968   | 1975   | 1982   | 1990   | 1999   | 2006   | 2011   | 2016   |
| ------ | ------ | ------ | ------ | ------ | ------ | ------ | ------ | ------ |
| 70 372 | 74 624 | 78 820 | 76 527 | 75 309 | 77 333 | 74 888 | 72 915 | 74 978 |

| 2021   | 2022   | - | - | - | - | - | - | - |
| ------ | ------ | - | - | - | - | - | - | - |
| 67 380 | 67 585 | - | - | - | - | - | - | - |

La population de Calais augmente brutalement en 1885 après l'absorption de la commune de Saint-Pierre-lès-Calais (qui comptait 33 290 habitants en 1881).
La commune occupe le 1er rang des villes les plus peuplées au niveau départemental, le 6e au niveau régional (derrière Lille, Amiens, Roubaix, Tourcoing et Dunkerque) et le 67e rang au niveau national.
Bien que sa population municipale fasse de Calais la ville la plus peuplée du Pas-de-Calais, la population de son agglomération (92 349 habitants en 2020) reste plus faible que celles de Lens, Béthune, Boulogne-sur-Mer et Arras.

#### Pyramide des âges
En 2022, le taux de personnes d'un âge inférieur à 30 ans s'élève à 38,4 %, soit au-dessus de la moyenne départementale (35,9 %). À l'inverse, le taux de personnes d'âge supérieur à 60 ans est de 24,7 % la même année, alors qu'il est de 25,8 % au niveau départemental.
En 2022, la commune comptait 32 557 hommes pour 35 028 femmes, soit un taux de 51,83 % de femmes, supérieur au taux départemental (51,59 %).
Les pyramides des âges de la commune et du département s'établissent comme suit :
| Hommes | Classe d’âge | Femmes |
| ------ | ------------ | ------ |
| 0,5    | 90 ou +      | 1,5    |
| 5,1    | 75-89 ans    | 9,6    |
| 15,1   | 60-74 ans    | 17,4   |
| 19,1   | 45-59 ans    | 18,8   |
| 18,9   | 30-44 ans    | 17,0   |
| 22,5   | 15-29 ans    | 18,8   |
| 18,8   | 0-14 ans     | 16,9   |

| Hommes | Classe d’âge | Femmes |
| ------ | ------------ | ------ |
| 0,5    | 90 ou +      | 1,6    |
| 5,6    | 75-89 ans    | 8,9    |
| 16,7   | 60-74 ans    | 18,1   |
| 20,2   | 45-59 ans    | 19,2   |
| 18,9   | 30-44 ans    | 18,1   |
| 18,2   | 15-29 ans    | 16,2   |
| 19,9   | 0-14 ans     | 17,9   |

### Manifestations culturelles et festivités
Depuis 2010, se déroule dans la commune, le salon du jeu vidéo, le « Virtual Calais ». En 2022, les jeux vidéos anciens sont à l'honneur et, pour la première fois, un espace est consacré aux jeux vidéo éducatifs et pédagogiques ainsi qu'un espace pour la présentation des métiers du jeu vidéo.
Depuis de nombreuses années Escale à Calais présente le patrimoine maritime au port de commerce lors d'un week-end où de vieux gréements viennent au port.
Le « Printemps de l'Art déco », est un événement mettant en valeur le patrimoine Art déco de la région Hauts-de-France. D'abord appelé la « Semaine de l'Art déco » lorsqu'il est créé en 2012 par trois communes, Arras, Béthune et Cambrai, l'évènement devient, en 2013, le « Mois de l'Art déco » puis, en 2017, le « Printemps de l'Art déco », son appellation actuelle. En 2025, 23 communes et sites, dont Calais, participent à cet événement,.
La « fête du Courgain Maritime », du nom du quartier, se déroule chaque 15 août avec, au programme, la messe à l'église Notre-Dame suivie d'une procession jusqu'au monument des sauveteurs et ensuite, la possibilité de se restaurer sur la place du Minck.

### Sports et loisirs

#### Jeux olympiques
Le 3 juillet 2024, la commune accueille la flamme olympique des Jeux olympiques d'été de 2024, officiellement appelés les Jeux de la XXXIIIe olympiade, qui se dérouleront du 26 juillet au 11 août 2024 à Paris.

#### Autres sports
- Racing Club de Calais (football) évoluant en Nationale 3 masculin (Division 5).
- Calais Basket (basket-ball) masculin
- COB Calais (basket-ball) féminin
- SOC athlétisme mixte,
- SOC handball mixte
- SOC football masculin
- Amicale Rugby Calaisien (rugby à XV)
- Stella Étoile Sportive Calais (volley-ball) féminin
- Loisirs inter sport Saint-Pierre Calais (volley-ball) masculin
- Union Vélo Club de Calais (UVCC) mixte
- Yacht Club de Calais (voile)[114]
- Les Seagulls (football américain et flag football)
- Les Black Tagada, Roller Derby Calaisis[115] (Roller derby)
- Les Zombeers, Roller Derby Calaisis
- Cercle de Tir de Calais (CTC)
- Sporting hockey club de Calais (SHCC) : hockey sur gazon
- Calais Grs, pôle France de gymnastique rythmique[116]

De nombreux clubs de football animent les quartiers et forment les jeunes : les amicales Pascal, Balzac, Constantine, l'OFFC, l'ACLPA, le Beau-Marais. Certains de ces clubs ont aussi une section Basket, la liste demande à être complétée

#### Pistes cyclables
La piste cyclable « La Vélomaritime », partie côtière française de la « Véloroute de l’Europe - EuroVelo 4 », qui relie Roscoff en France à Kiev en Ukraine sur 5 100 km, traverse la commune, en venant de Sangatte pour desservir Marck,.

#### Sentier pédestre
Le sentier de grande randonnée GR 120 ou GR littoral (partie du sentier européen E9 allant du Portugal à l'Estonie), appelé aussi sentier des douaniers, traverse la commune en longeant la côte.

### Cultes

#### Catholicisme
La ville dépend du diocèse d'Arras et comprend plusieurs paroisses pour ce qui est du catholicisme : paroisse Saint-Pierre, paroisse Sainte Trinité, paroisse Sacré-cœur, communauté Notre-Dame-des-Armées.

#### Protestantisme
Une église protestante (communion luthérienne et réformée) existe en centre-ville. D'autres lieux de prière chrétiens sont aussi présents : église de Jésus-Christ des Saints des Derniers Jours, église évangélique.

#### Islam
La ville dispose également de plusieurs établissements destinés à la pratique et l'enseignement de l'islam.

### Médias locaux
- Télévision : Calaisis TV, Opal'TV (disparue en 2014), France 3 Nord-Pas-de-Calais, France 3 Côte d'Opale.
- Presse écrite : La Voix du Nord, Nord Littoral.
- Radio : Radio 6, Radio Calais Détroit (RCD), Contact.

## Économie

### Revenus de la population et fiscalité
En 2021, la commune compte 31 205 ménages fiscaux, regroupant 66 083 personnes.
Le revenu fiscal médian par ménage, le taux de pauvreté des ménages et la part des ménages fiscaux imposés de la commune, du département du Pas-de-Calais et de la métropole sont les suivants :
- le revenu fiscal médian par ménage de la commune est de 18 090 €, inférieur à celui du département du Pas-de-Calais (20 720 €) et inférieur à celui de la France métropolitaine (23 080 €)[Insee 5],[Insee 6],[Insee 7] ;
- le taux de pauvreté des ménages de la commune est de 29 %, de 18,4 % au niveau du département et de 14,9 % au niveau de la métropole[Insee 8],[Insee 9],[Insee 10] ;
- la part des ménages fiscaux imposés dans la commune est de 37 %, de 44,1 % au niveau du département et de 53,4 % au niveau de la métropole[Insee 5],[Insee 6],[Insee 7].

En 2007, Le Journal du Net classe Calais 5e ville de plus de 20 000 habitants la plus pauvre de France après Roubaix, Denain, Vaulx-en-Velin et Maubeuge.

### Emploi
|                       | 2010   | 2015   | 2021   |
| --------------------- | ------ | ------ | ------ |
| Commune               | 24,2 % | 28,1 % | 23,8 % |
| Département           | 15,4 % | 17,7 % | 14,7 % |
| France métropolitaine | 11,6 % | 13,7 % | 11,7 % |

En 2021, la population âgée de 15 à 64 ans s'élève à 42 987 personnes, parmi lesquelles on compte 66,8 % d'actifs (50,9 % ayant un emploi et 15,9 % de chômeurs) et 33,2 % d'inactifs,. En 2021, le taux de chômage communal (au sens du recensement) de 23,8 % des 15-64 ans est bien supérieur à celui du département et plus du double de celui de la France métropolitaine.
La commune est la commune-centre de l'aire d'attraction de Calais,. Elle compte 31 362 emplois en 2021, contre 30 534 en 2015 et 32 841 en 2010. Le nombre d'actifs ayant un emploi résidant dans la commune est de 22 064, soit un indicateur de concentration d'emploi de 142,1 et un taux d'activité parmi les 15 ans ou plus de 52,1 %.
Sur ces 22 064 actifs de 15 ans ou plus ayant un emploi, 14 681 travaillent dans la commune, soit 67 % des habitants. Pour se rendre au travail, 75,9 % des habitants utilisent une voiture, un camion ou une fourgonnette, 8,4 % les transports en commun, 13,1 % s'y rendent en deux-roues, à vélo ou à pied et 2,6 % n'ont pas besoin de transport (travail au domicile).

### Première ville de liaison avec le Royaume-Uni
Depuis des siècles, la position idéale de Calais permet à son port d'accueillir de nombreux bateaux au départ et à l'arrivée de l'Angleterre puis du Royaume-Uni. À la fin du XXe siècle, le développement du port et la construction du tunnel sous la Manche ont permis à Calais de devenir la première ville française de liaison avec l'Angleterre et au port de Calais de devenir le premier port français de passagers (devançant largement son principal concurrent, Boulogne-sur-Mer, dont le trafic du port a fortement baissé après la construction du tunnel).

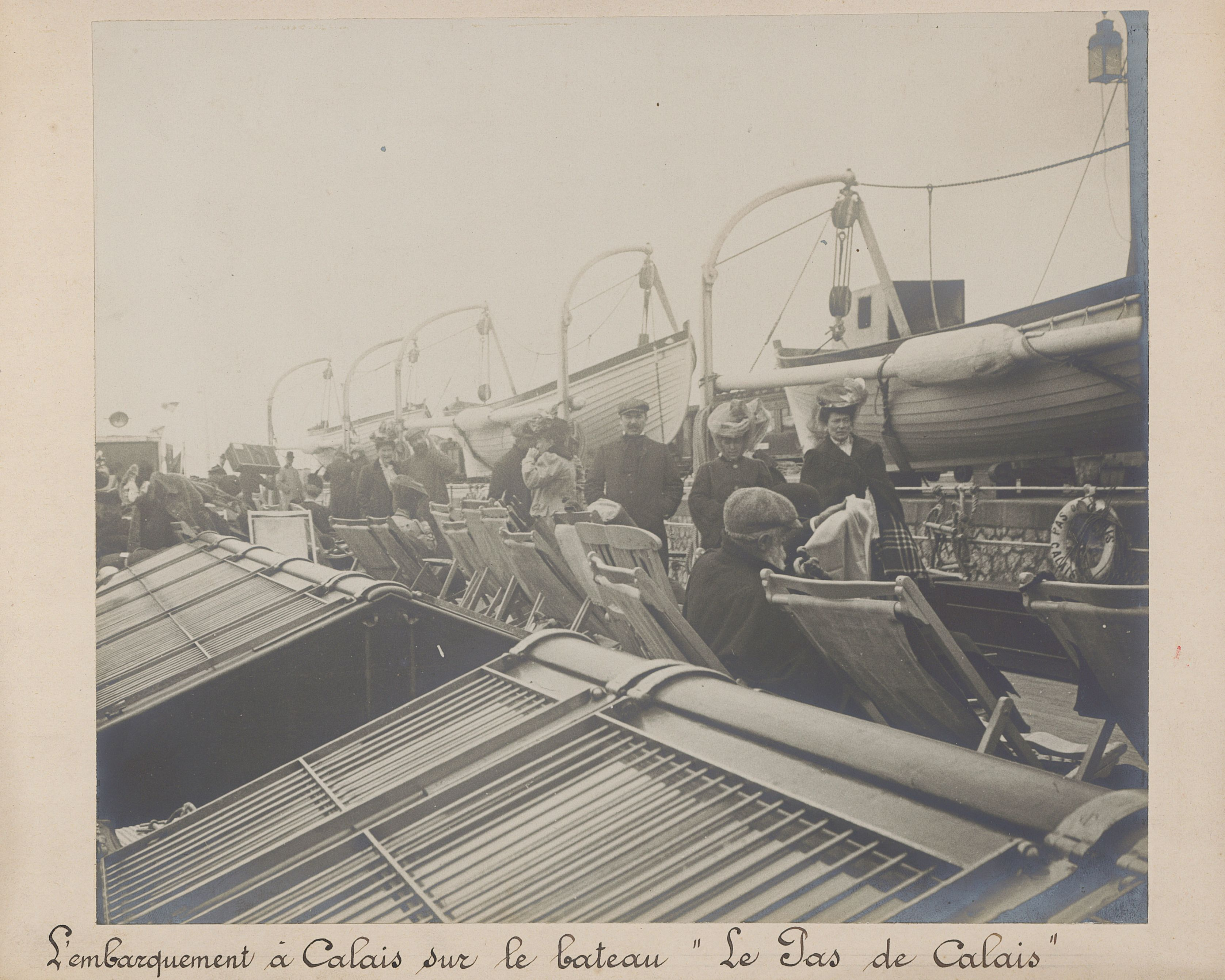
Délégation municipale lyonnaise en partance pour l'Angleterre depuis Calais en 1906.

#### Port de Calais

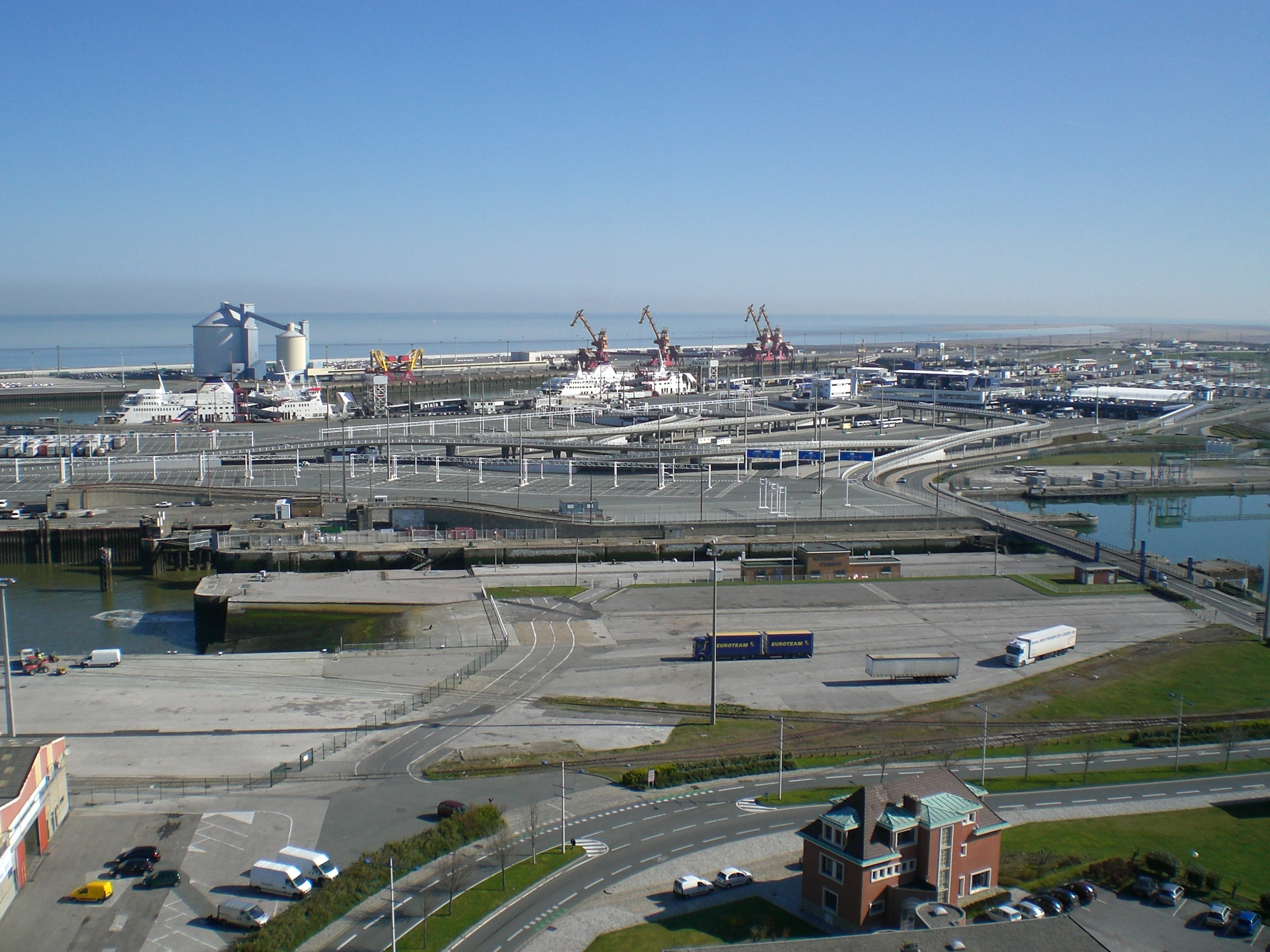
Le port de Calais.

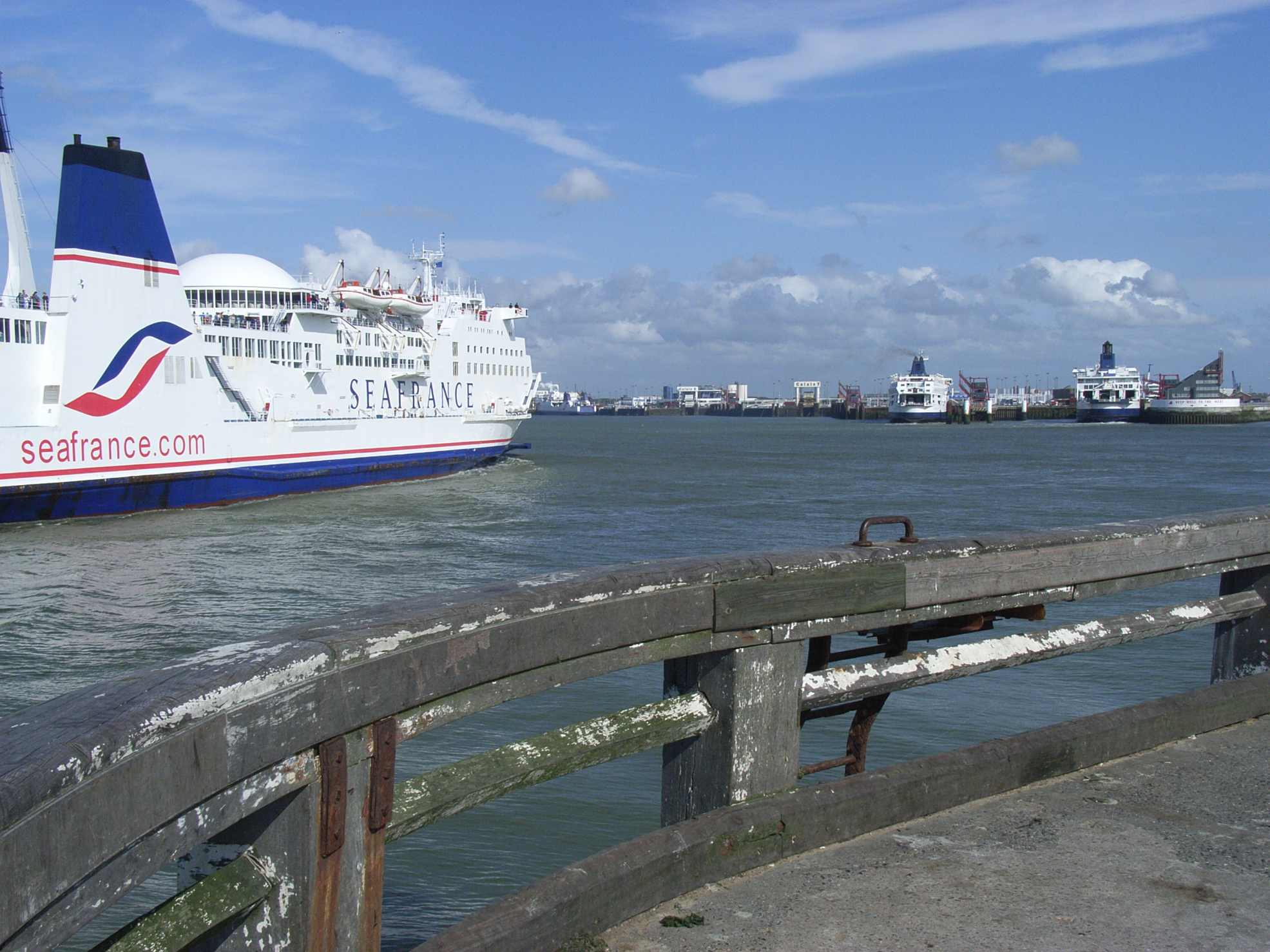
Un ferry entre dans le port de Calais.

Le port de Calais est l'un des grands de la région Nord-Pas-de-Calais. Il assure le transport de passagers, le transport de marchandises, la plaisance, les croisières et la pêche. Sur le plan économique, le port représente plus du tiers des activités directes et induites  de l'agglomération calaisienne.
Avec une cinquantaine de traversées par jour entre Calais et Douvres et plus de 10 millions de passagers par an (entrées et sorties cumulées), il est le premier port d’Europe continentale pour le trafic roulier et pour la liaison avec le Royaume-Uni et lecpremier port français pour le trafic des voyageurs.
Il est également un port de commerce important. Le trafic fret a triplé ces deux dernières décennies. Les prévisions dans le domaine pour les années et décennies à venir sont plus qu’optimistes. En 2007, plus de 41,5 millions de tonnes sont passées par Calais, ce qui permet à Calais de confirmer sa quatrième place au classement des ports de commerce français derrière Marseille, Le Havre et Dunkerque. Avec un total de 1 850 000 poids lourds traités (soit une moyenne supérieure à 5 000 camions par jour et une journée record le 6 décembre 2006 avec 7 304 camions), le port de Calais et ses infrastructures modernes, adaptées au déchargement et chargement du fret roulier, jouent un rôle important pour les échanges avec le Royaume-Uni.
Le port de Calais est également le premier port câblier d’Europe. Les câbles sous-marins pour le transport d'énergie ou les fibres optiques pour les télécommunications sont fabriqués à Calais par l'usine d'Alcatel-Lucent Submarine Networks, filiale d'Alcatel-Lucent.
Avec le projet « Calais Port 2015 », d'un coût de 400 millions d'euros, le port de Calais devrait avoir gagné cent hectares sur la mer, avec la construction d'une nouvelle jetée protégeant un bassin de 700 mètres de long. Ainsi, quasiment tous les types de navires pourront s’arrêter à Calais. Une nouvelle génération de ferries devrait apparaître pour la liaison Calais-Douvres afin de pouvoir répondre à l'augmentation du fret[Quand ?]. Les compagnies DFDS et P&O qui assurent les rotations entre les deux ports, opéreront  à l’avenir[Quand ?] avec des navires d’environ 230 mètres. Actuellement[Quand ?], le plus gros ferry naviguant entre Calais et Douvres est le Spirit of Britain de 213 mètres.
Polyvalent, le futur port de Calais pourra accueillir[Quand ?] des navires de croisière, de commerce et de type ro-ro (voiturier) en partance pour d’autres pays européens que le Royaume-Uni afin de compléter l’activité transmanche (principale activité portuaire calaisienne actuelle).
La question du devenir du bassin ouest, qui accueille les bateaux de plaisance, est posée. Cet espace pourrait, par exemple, se transformer en un centre touristique grâce à son agrandissement et au développement de son potentiel urbain.

#### Tunnel sous la Manche
Le tunnel sous la Manche a été inauguré le 6 mai 1994.
Géographiquement, le tunnel sous la Manche débouche dans la commune de Peuplingues, très proche de Calais. Les installations du terminal de cet ouvrage sont en très grande partie sur le territoire de la commune de Coquelles.

### Entreprises et commerces
Calais est le siège de la Chambre de commerce et d'industrie Côte d'Opale qui gère le port de Calais.

#### Agriculture
La commune est dans les « Wateringues », une petite région agricole dans le département du Pas-de-Calais. En 2020, l'orientation technico-économique de l'agriculture  sur la commune est l'exploitation de grandes cultures (hors céréales et oléo-protéagineux). 
|               | 1988 | 2000 | 2010 | 2020 |
| ------------- | ---- | ---- | ---- | ---- |
| Exploitations | 41   | 26   | 10   | 2    |
| SAU (ha)      | 735  | 580  | 488  | 133  |

Le nombre d'exploitations agricoles en activité et ayant leur siège dans la commune est passé de 41 lors du recensement agricole de 1988  à 26 en 2000 puis à 10 en 2010 et enfin à 2 en 2020, soit une baisse de 95 % % en 32 ans. Le même mouvement est observé à l'échelle du département qui a perdu pendant cette période 65 % de ses exploitations (passant de 16 556 à 5 736),. La surface agricole utilisée sur la commune a également diminué, passant de 735 ha en 1988 à 133 ha en 2020. Parallèlement la surface agricole utilisée moyenne par exploitation a augmenté, passant de 18 à 67 ha,.

#### Activités hors agriculture
En 2022, 3 745 établissements marchands non agricoles sont économiquement actifs à Calais,,.
| Secteur d'activité                                                                                        | Commune | Commune | Département |
| Secteur d'activité                                                                                        | Nombre  | %       | %           |
| --- | ------- | ------- | ----------- |
| Ensemble                                                                                                  | 3 745   | 100 %   | (100 %)     |
| Industrie manufacturière, industries extractives et autres                                                | 251     | 6,7 %   | (6,8 %)     |
| Construction                                                                                              | 280     | 7,5 %   | (10,6 %)    |
| Commerce de gros et de détail, transports, hébergement et restauration                                    | 1 317   | 35,2 %  | (29,3 %)    |
| Information et communication                                                                              | 87      | 2,3 %   | (1,9 %)     |
| Activités financières et d'assurance                                                                      | 173     | 4,6 %   | (5,0 %)     |
| Activités immobilières                                                                                    | 145     | 3,9 %   | (4,9 %)     |
| Activités spécialisées, scientifiques et techniques et activités de services administratifs et de soutien | 500     | 13,4 %  | (14,2 %)    |
| Administration publique, enseignement, santé humaine et action sociale                                    | 583     | 15,6 %  | (16,8 %)    |
| Autres activités de services                                                                              | 409     | 10,9 %  | (10,5 %)    |

Le secteur du commerce de gros et de détail,
transports, hébergement et restauration est prépondérant sur la commune puisqu'il représente 35,2 % du nombre total d'établissements de la commune (1 317 sur les 3 745 entreprises implantées  à Calais), contre 29,3 % au niveau départemental.

#### Industrie et textile
- Chimie (Merck Santé);
- Câble sous-marin de télécommunication à fibre optique (Alcatel-Lucent Submarine Networks) ; Nexans[125].

#### Commerce
De nombreux commerces sont installés en ville, en périphérie et sur la plage.
- le centre commercial Cœur de vie, inauguré le 27 février 2006, se trouve dans le centre-ville de Calais.
- La Cité Europe est un centre commercial situé aux portes du tunnel sous la Manche.
- Auchan Les Deux Caps intègre une jardinerie de 3 000 m2 et le service Auchan Drive, ouvert le 8 décembre 2010.
- L'été 2022 voit l'arrivée de trois bars sur la plage, installés sur le domaine public communal. Aboutissement d’un projet de plus de dix ans[126].

### Tourisme

#### Hôtellerie, camping et autres hébergements collectifs
Au 1er janvier 2025, la commune dispose de douze hôtels pour une capacité totale de 630 chambres, d'un camping totalisant 142 emplacements et de quatre autres types d'hébergements collectifs totalisant 614 places de lit.

## Culture locale et patrimoine

### Lieux et monuments

#### Monuments historiques
La commune de Calais compte douze monuments qui font l'objet d'un classement ou d'une inscription au titre des monuments historiques :
- la tour du Guet, datant du XIIIe siècle, c'est l'un des plus vieux monuments de Calais. Elle fait l’objet d’un classement au titre des monuments historiques depuis le 6 novembre 1931[128] ;
- la citadelle, datant du XVIe siècle. Elle est construite à partir de 1560 sur les fondations d'un château médiéval lui-même édifié en 1229 par Philippe Hurepel, comte de Clermont-en-Beauvaisis. Elle fait l’objet de trois inscriptions au titre des monuments historiques :  La porte de la ville ou de l'Hermitage, dite aussi porte royale ou porte Neptune : inscription par arrêté du 15 février 1939 ; porte de Boulogne, dite aussi porte de secours : inscription par arrêté du 15 février 1939 ; citadelle avec ses courtines et fossés, et la demi-lune défendant l'entrée vers la ville, au-delà du canal de la citadelle inscription par arrêté du 27 avril 1990[129] ;
- le fort Risban[130],[131]. Si l'on se perd en conjectures sur ses origines, peut-être liées au projet de conquête de l'Angleterre élaboré par l'empereur Caligula vers l'an 40, la première mention attestée de son existence date de 1346 : les troupes d’Édouard III découvrent des fortifications imprenables de Calais et décident d'élever ici un fortin destiné à empêcher tout ravitaillement par mer, dans le dessein de réduire la ville par la famine. 
Probablement issu du terme néerlandais du XVIIe siècle Rijsbank (bank « banc » et rijs « branchages, fascines ») signifiant « banc de branchages »[132], ou du mot allemand Rissbank signifiant « banc d'arrachement »[133], le terme risban désigne un terre-plein fortifié, garni de canons, assurant la défense d'un port. Du fait de sa position sur une langue de sable, isolée à marée haute, l'étymologie de risban a, à tort, été attribuée au terme anglais riskbank, littéralement « banc dangereux » voire « hauteur périlleuse ». Cependant, l'étymologie anglaise paraît fantaisiste, le banc de sable initial du risban ne semblant pas avoir présenté de danger particulier en termes de hauteur. L'étymologie néerlando-germanique paraît plus exacte et plausible et doit par conséquent être privilégiée pour cet ouvrage de fortification. Sous l'occupation anglaise, la tour de bois laisse place à un édifice en pierre, la New Tower, rebaptisée Lancaster Tower après 1400. Plusieurs fois remanié, ce fort maritime déclassé en 1908 a repris du service lors de la Seconde Guerre mondiale[134]. Le fort Risban fut remanié par Vauban au XVIIe siècle après sa visite en 1677 avec le roi. En 1799, le fort Risban fut victime d’une explosion de son dépôt de poudre. Il est depuis la fin de la Seconde Guerre mondiale le siège du Yacht Club de Calais[114] ;
- le phare de Calais Nord construit en 1848, électrifié en 1963. Il fait l’objet d’un classement au titre des monuments historiques depuis le 19 avril 2011[135],[136] ; il remplaça en 1848, la tour du Guet. Aujourd’hui, il sert également d’émetteur TV pour France 5, M6 et surtout pour CalaisTV, seule TV locale hertzienne dans le Nord-Pas-de-Calais, avec Grande-Synthe ;
- la colonne Louis XVIII : colonne commémorative du débarquement de Louis XVIII à Calais en 1814. Elle fait l’objet d’un classement au titre des monuments historiques depuis le 11 avril 1933[137]. Une plaque de bronze encastrée sur le socle comporte l'empreinte du pied du souverain ;
- l'hôtel de ville : bâtiment doté d'une structure en béton conçue par l'architecte Louis Debrouwer, construit de 1911 à 1923. Il fait l’objet d’une inscription au titre des monuments historiques depuis le 26 juin 2003 pour les parties extérieures : l’ensemble des façades et toitures sur rue et le beffroi ; pour les parties intérieures : le hall d’honneur et sa verrière, l’escalier d’honneur (y compris la rampe et la verrière), le couloir de desserte du premier étage, les salles d’apparat du premier étage (y compris leur décor) : la salle des mariages, le salon d’honneur, le salon du conseil municipal et le cabinet d’apparat[138]. Le beffroi, est inscrit au patrimoine mondial de l'UNESCO en 2005[139] ;
- la crypte souterraine sous le beffroi date du XIVe siècle. Elle fait l’objet d’une inscription au titre des monuments historiques depuis le 23 mai 1951[140] ;
- l'église Notre-Dame (datant du XIIIe siècle et des XIVe et XVe siècles), au style Tudor si particulier. Elle fait l’objet d’un classement au titre des monuments historiques depuis le 10 septembre 1913[141]. Le 18 mars 1915, ses vitraux furent détruits lors du bombardement par le Zeppelin Z XII. Le général de Gaulle s'y maria le 6 avril 1921 avec Yvonne Vendroux. L’édifice, ayant subi d'autres importants dégâts durant la Seconde Guerre mondiale, a été rénové à partir des années 1960. La dernière tranche de travaux, terminée en 2013, a permis d'ouvrir le chœur et la chapelle de la Vierge à la visite. Un retable du XVIIe siècle, avec au centre une toile représentant, l'Assomption de Gerard Seghers encadré par les statues de Charlemagne et Saint Louis[142], a été restauré ;
- la citerne royale de l'église Notre-Dame, aux murs très épais (de 2 mètres à certains endroits à 4 mètres à la clé de voûte) et d'une contenance de 1 800 m3. Sa construction fut ordonnée en 1691 par Louis XIV fut dirigée par Vauban afin de recueillir les eaux de pluie de l'église Notre-Dame pour la garnison et de la population. Elle fait l’objet d’une inscription au titre des monuments historiques depuis le 11 mai 1927[143] ;
- l'église Sainte-Germaine, sise dans le quartier du Pont-du-Leu. La première pierre est posée le 29 juillet 1928. Elle est construite sur les plans de l'architecte Julien Barbier et comprend 28 verrières signées Louis Barillet, sa construction s’achève en 1986 par l’édification du beffroi par l’architecte diocésain Twitchett et l’entreprise Payeux d’Arras. Elle fait l’objet d’une inscription au titre des monuments historiques depuis le 13 octobre 2021[144],[145] ;
- L'immeuble sis au 74, boulevard Jacquard, ancien bureau annexe de l’Automobile Club du Nord de la France, dont l'architecte est Roger Poyé, inscrit au titre des monuments historiques depuis le 28 juillet 2000 pour sa façade (cad. AB 415)[146] ;
- la bourse du travail et son marché couvert, ensemble architectural monumental construit de 1937 à 1939 par l'architecte Roger Poyé dans le quartier ouvrier de Saint-Pierre. Ils font l’objet d’une inscription au titre des monuments historiques depuis le 28 juin 2000[147]. Elle comporte une salle de spectacles décorée d'une grande fresque peinte par Max Ingrand et Paule Ingrand.

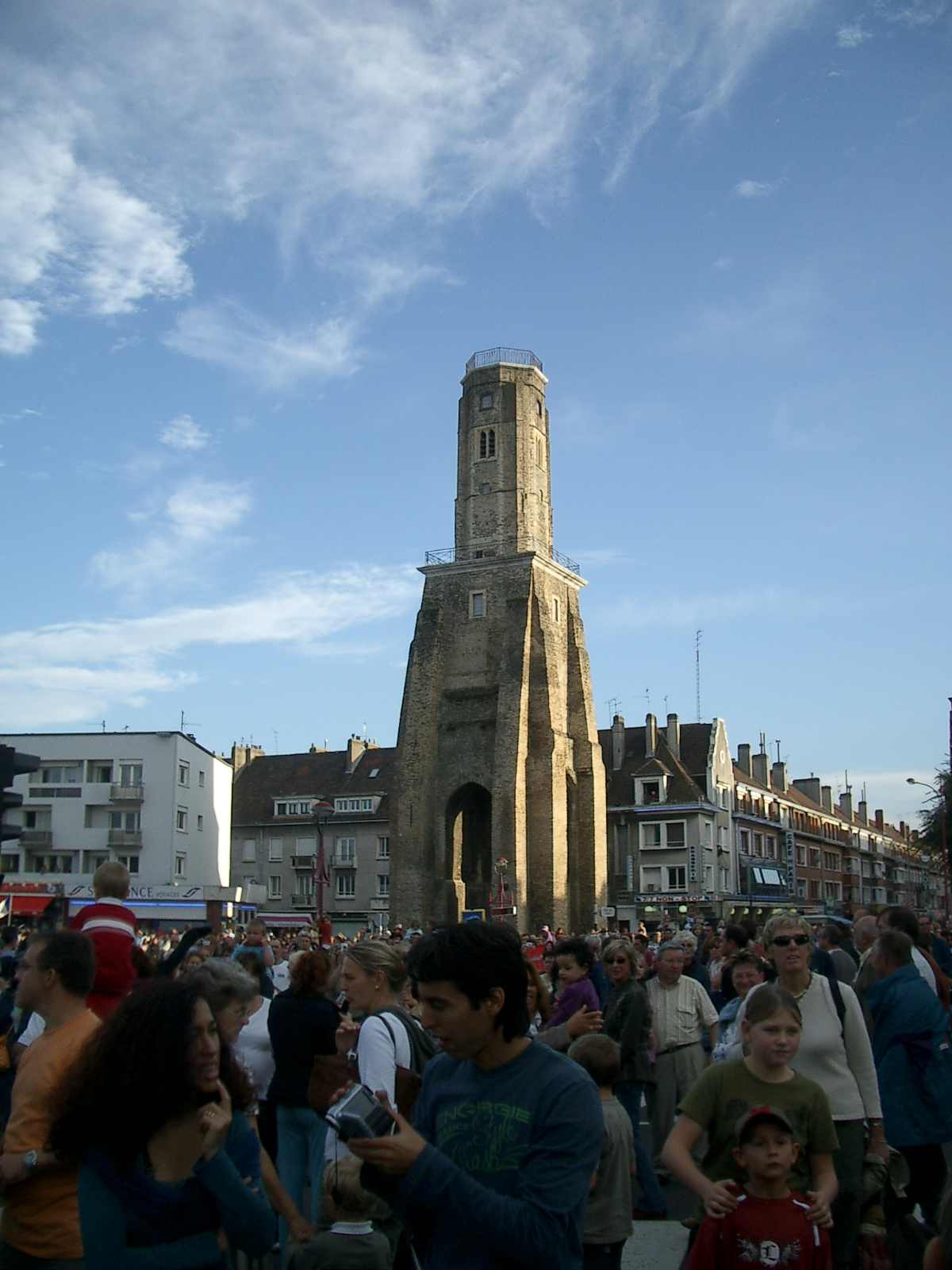
La tour du Guet et la place d’Armes.
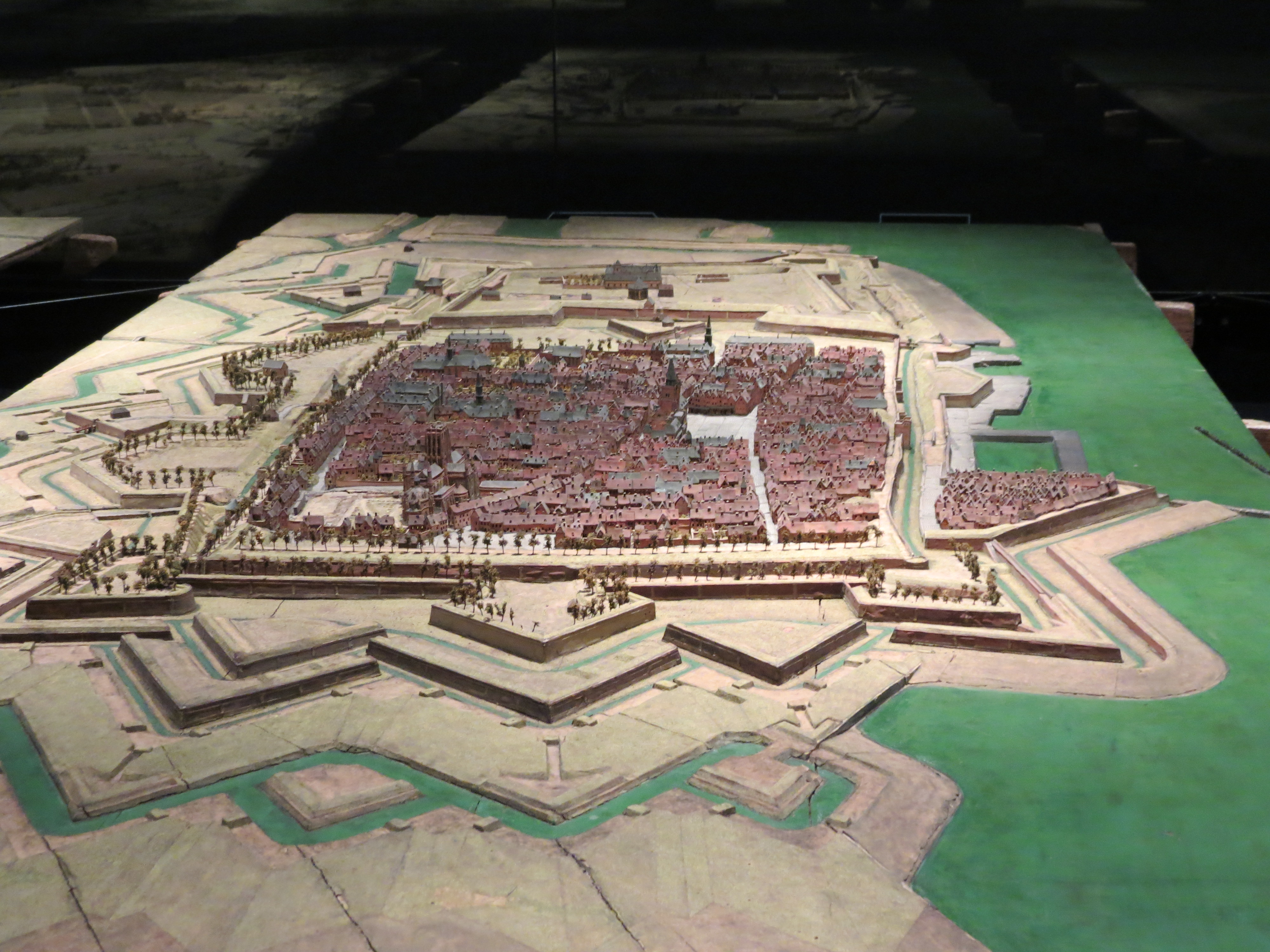
Le plan-relief de la ville (la citadelle au fond)
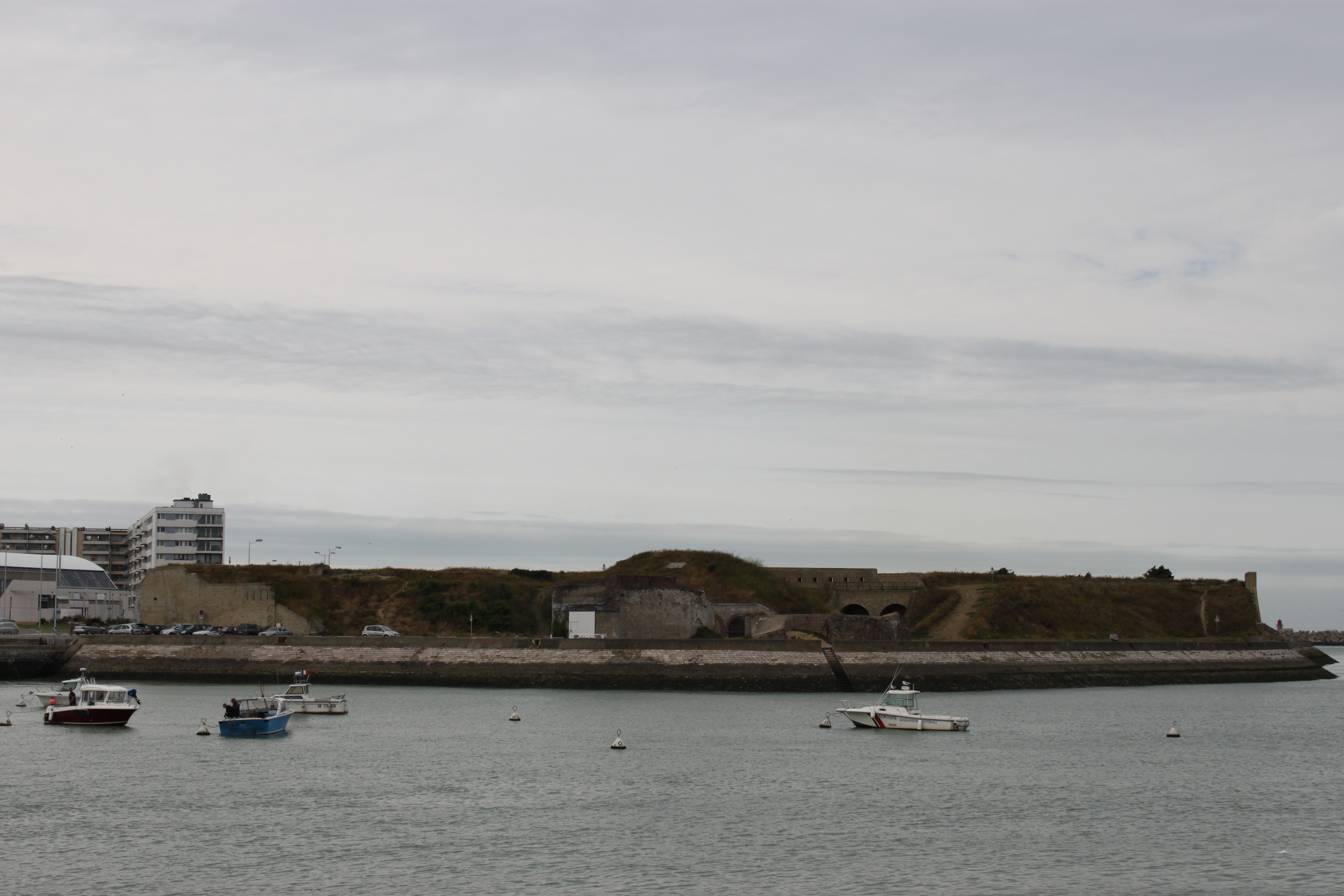
Le fort Risban.
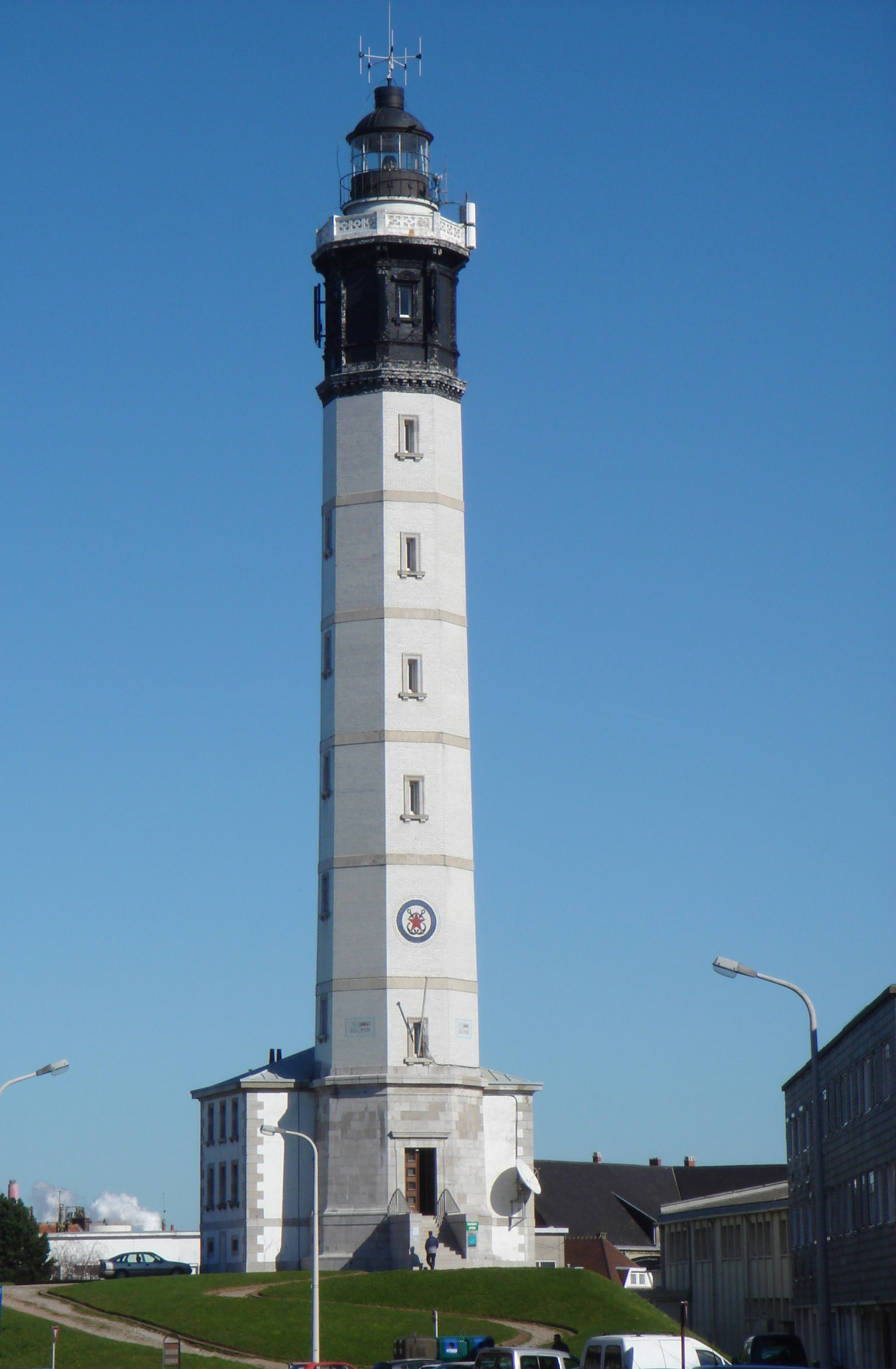
Le phare.
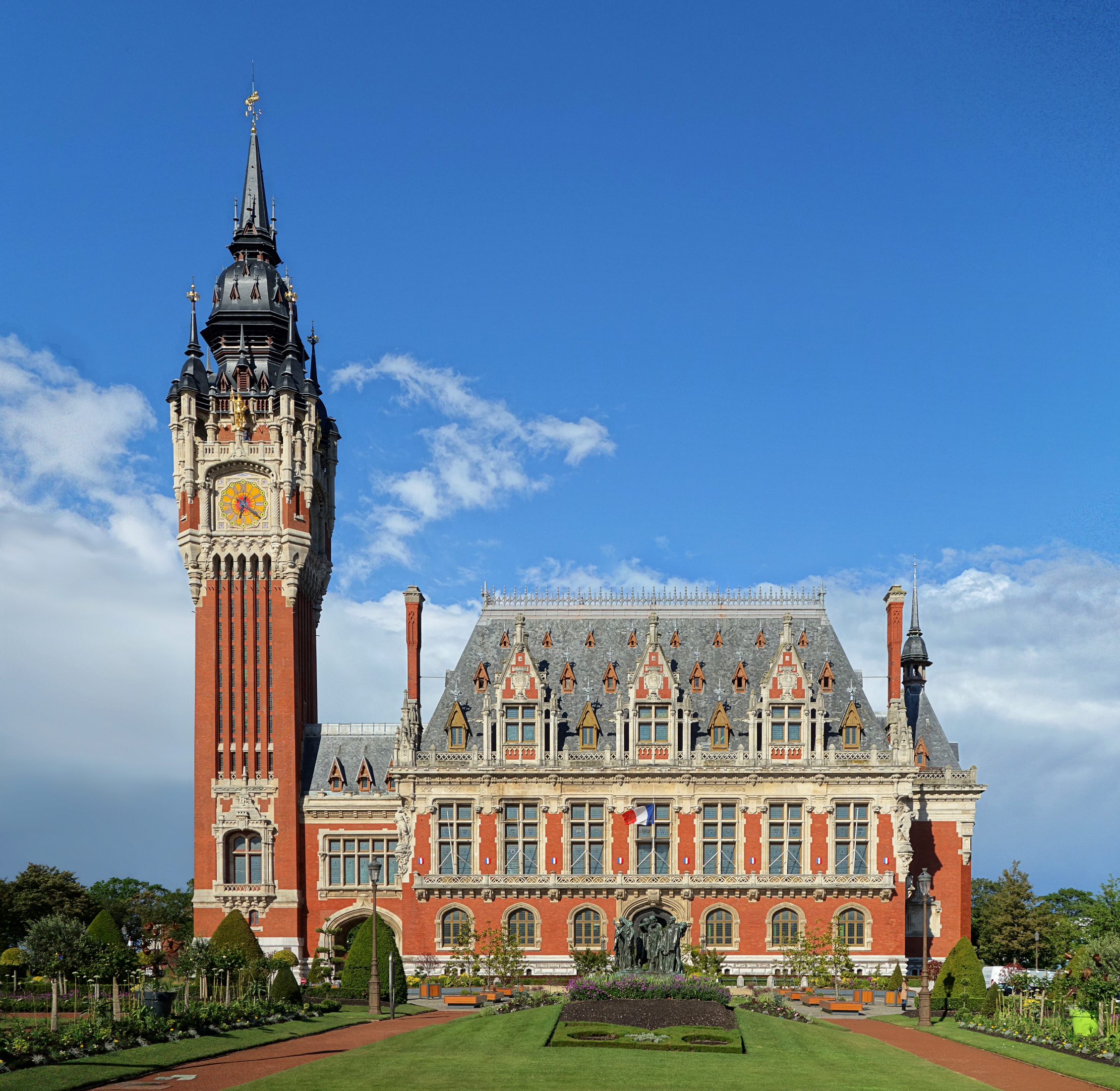
L'hôtel de ville.
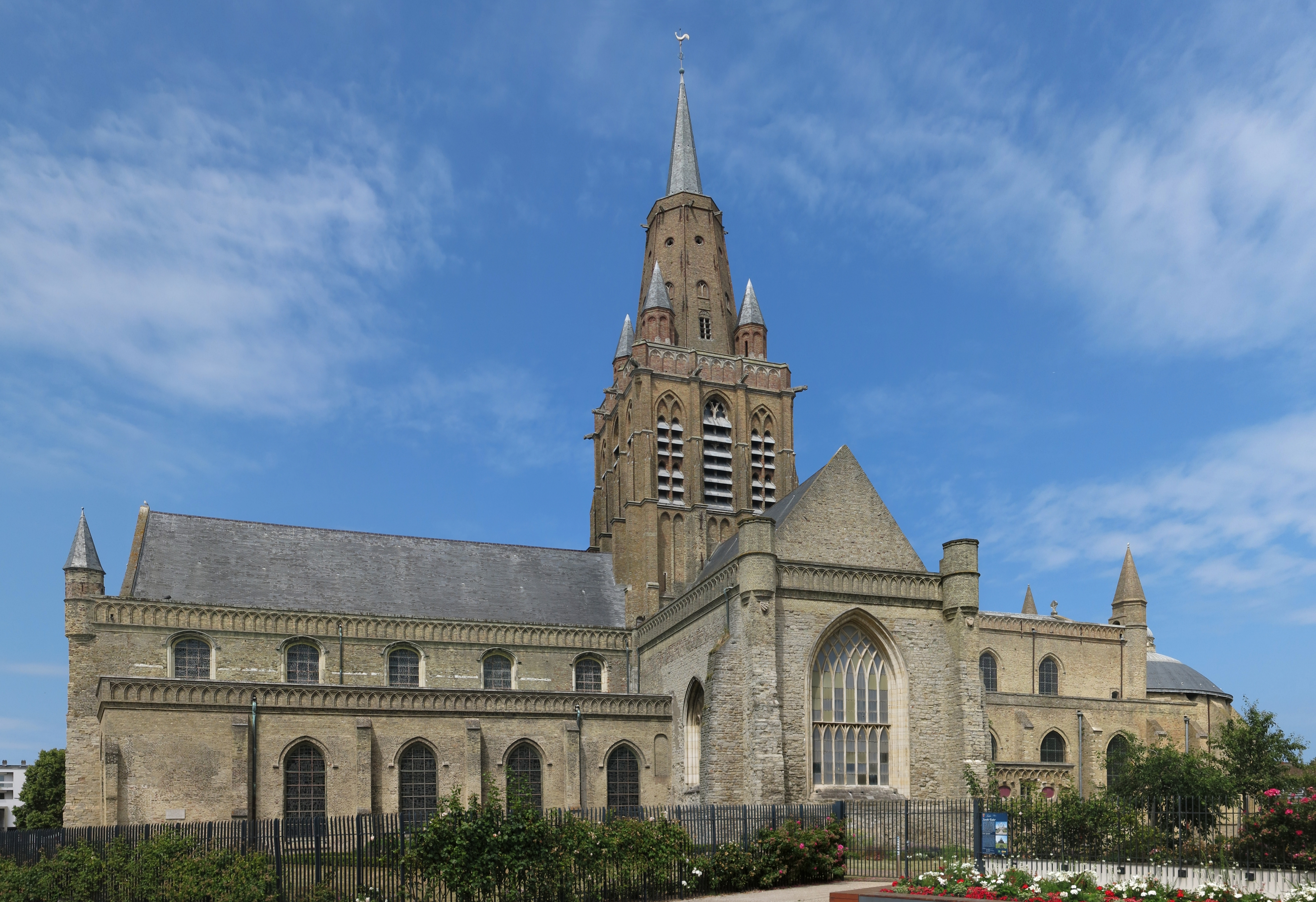
L'église Notre-Dame.
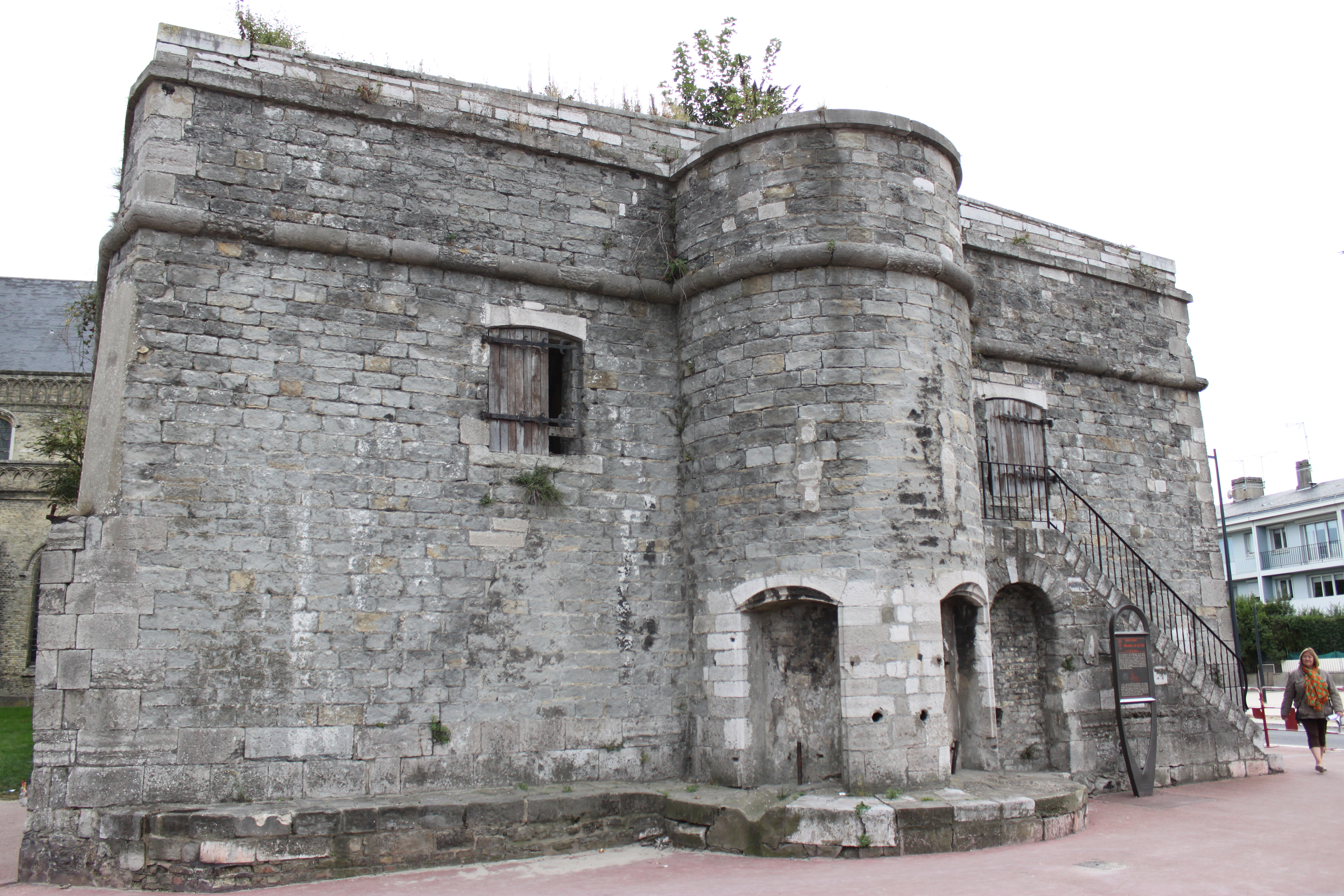
La citerne royale de l'église Notre-Dame.
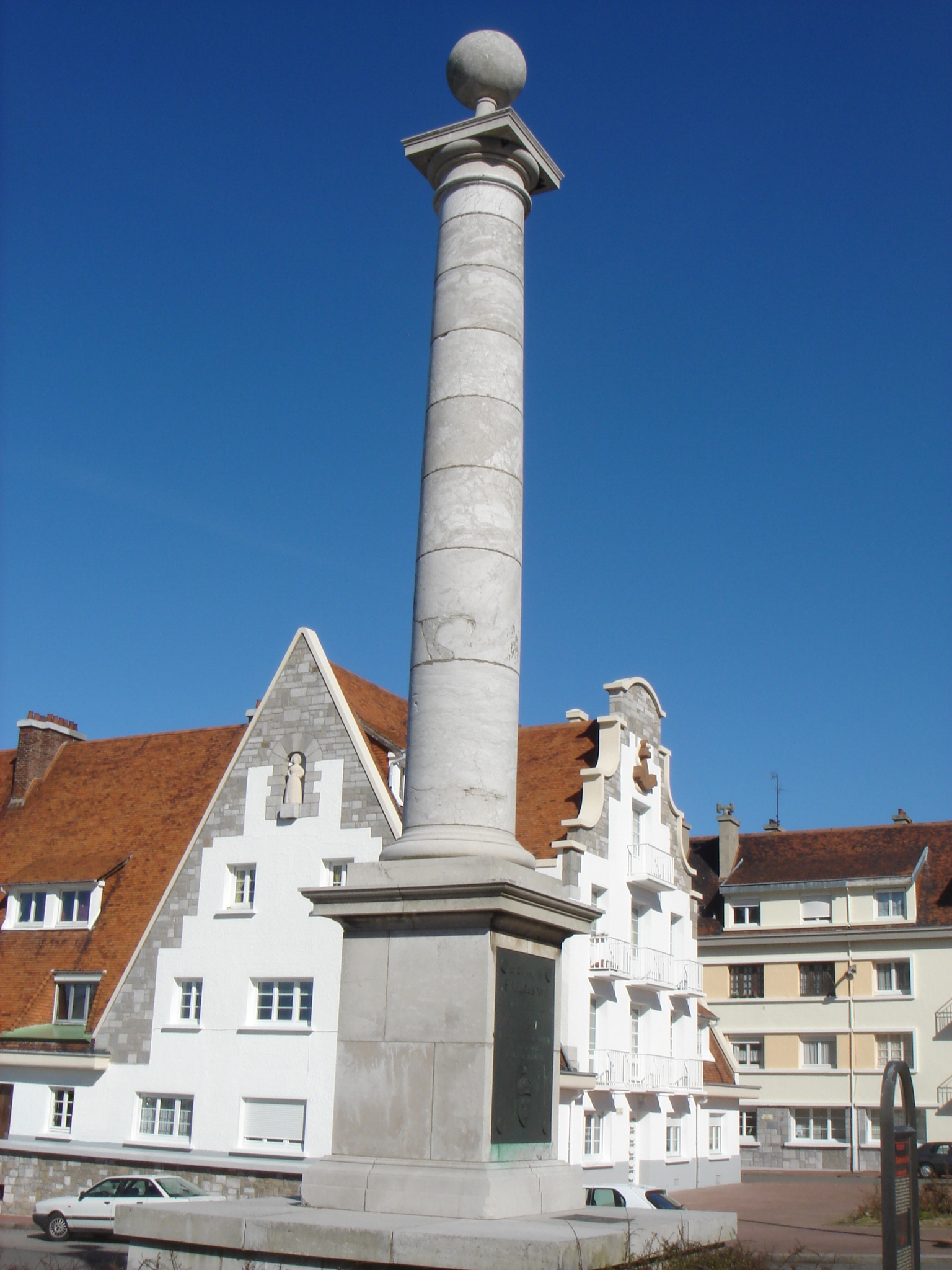
La colonne commémorative du débarquement de Louis XVIII.

#### Autres lieux et monuments
- La plage.
- Le théâtre, œuvre de l'architecte Malgras-Delmas.
- Le stade de l'Épopée, enceinte de 12 000 places pour l'équipe du CRUFC (inauguration le 27 septembre 2008 avec le match Calais-Laval).
- Le port.
- L'ancienne jetée ouest.
- La nouvelle jetée ouest terminée mi-2009.
- Le temple protestant de Calais.
- L'église Saint-Pierre de style néogothique construite sur la place Crèvecoeur entre 1863 et 1870 sous la direction de l'architecte Émile Boeswillwald. Elle comporte des vitraux d'Henry Lhotellier.
- L'église Saint-Pierre-et-Saint-Paul dans le quartier du Courgain.
- L'église du Sacré-Cœur.
- L'école d'infirmières (ancienne maternité) située rue Verte, dessinée par l'architecte Roger Poyé.
- Blériot en dentelle, sculpture au sol de François Morellet[148].
- Le monument aux morts et les autres lieux de mémoire[149].

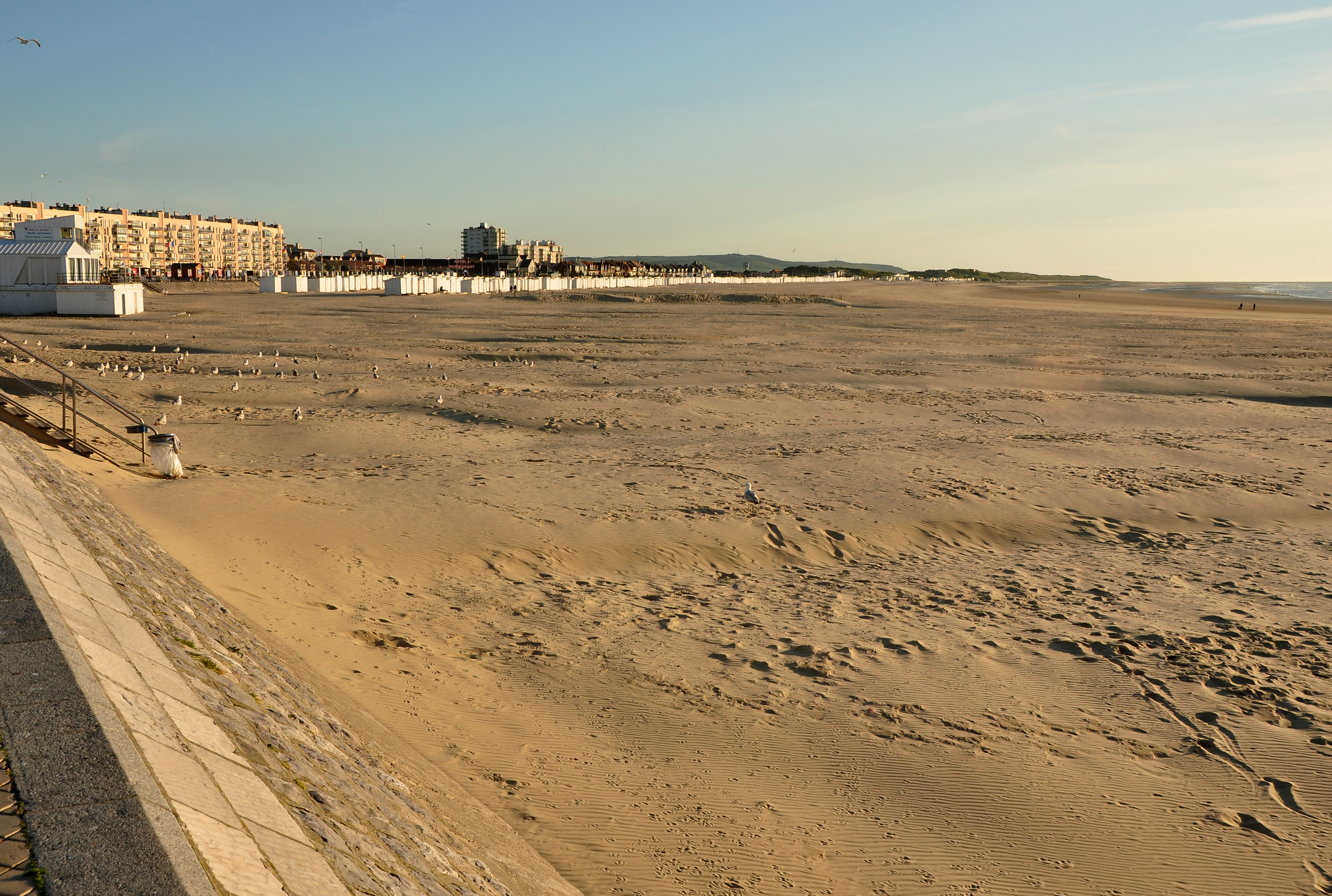
La plage.
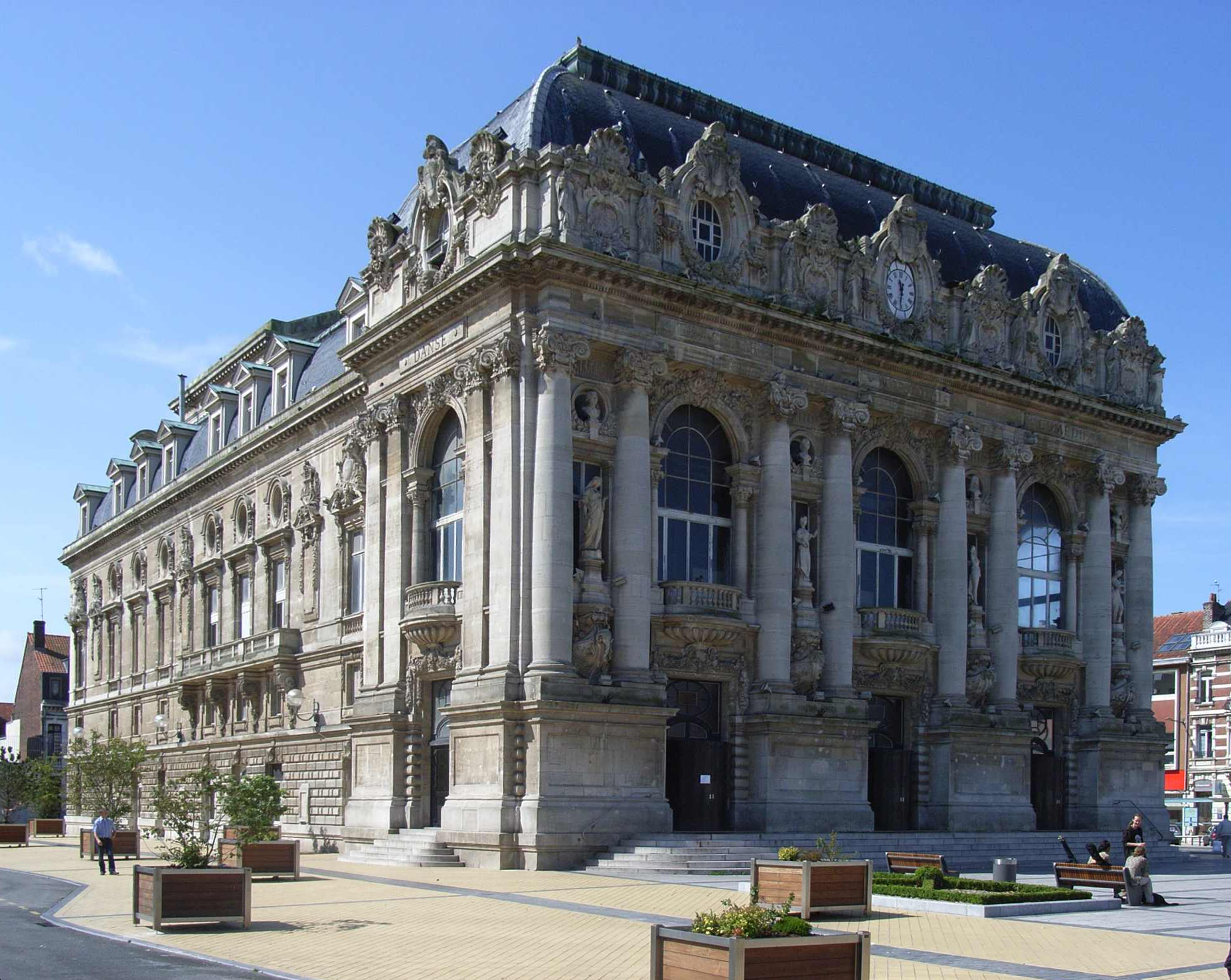
Le théâtre.
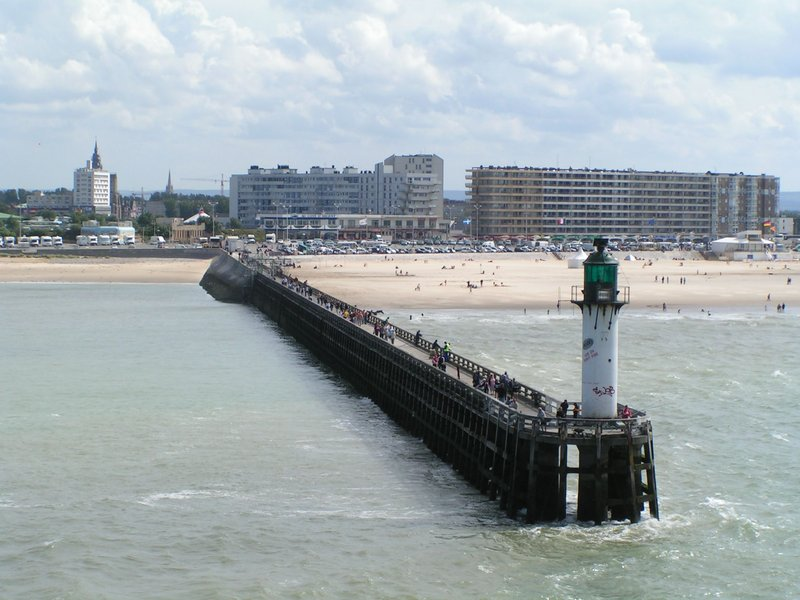
L'ancienne jetée ouest.
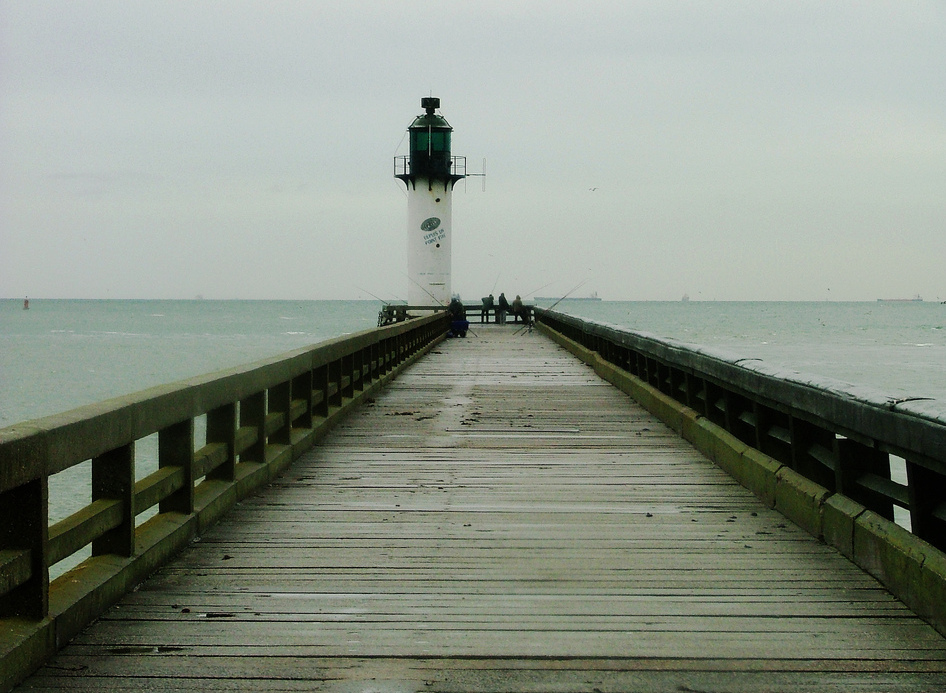
L'ancienne jetée ouest.
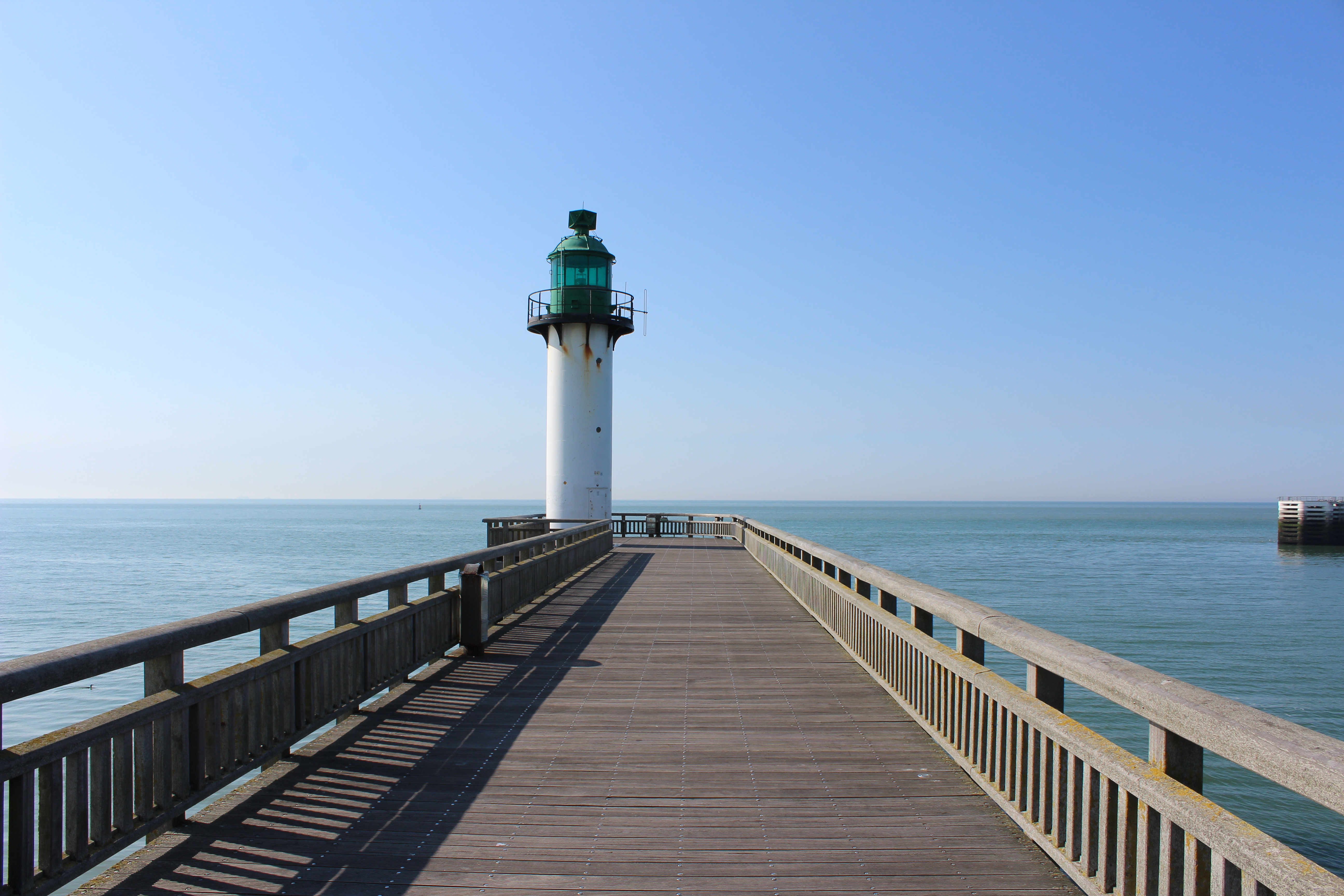
La nouvelle jetée ouest (finie mi-mai 2009) et son phare de couleur verte.
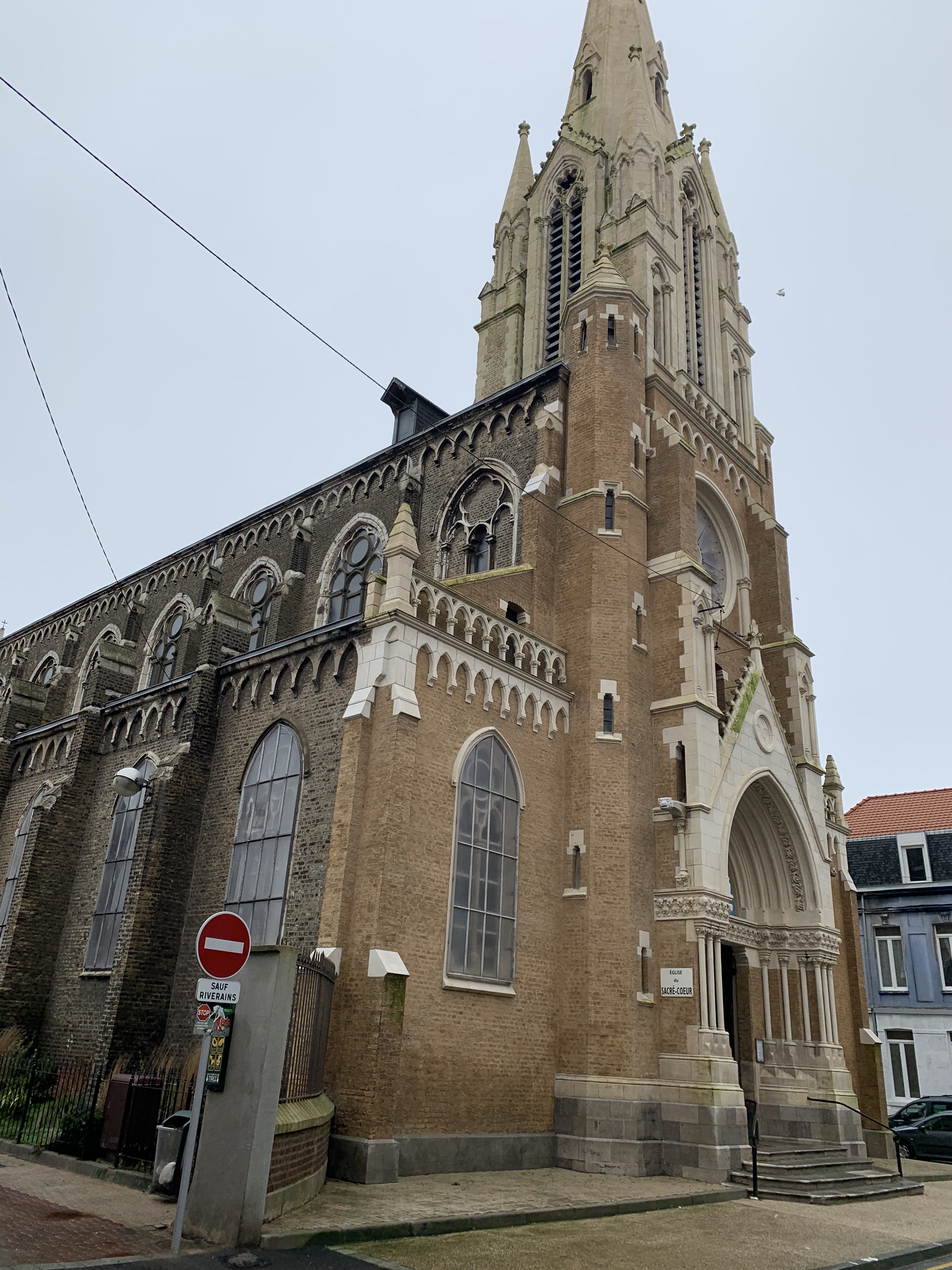
L'église du Sacré-Cœur.

##### Place d'Armes
La place d'Armes est l'une des plus grandes places de la ville de Calais, elle jouxte la tour du Guet. Elle est connue pour son marché qui se déroule chaque semaine. Rénovée, la place est ornée depuis 2013, d'une statue monumentale en bronze (échelle 1,5) de Charles et Yvonne de Gaulle, œuvre d'Élisabeth Cibot.

##### Forts
- Le fort Rouge (XVIIe siècle).
- Le fort Nieulay (XVIIe siècle).

##### Bassin du Paradis
Le bassin du Paradis : une échancrure formée au premier millénaire de notre ère au débouché de la rivière de Guînes donne naissance à un port où se regroupèrent marins et pêcheurs. Désenvasé sous l’occupation anglaise en 1397, il est approfondi, agrandi et modernisé au cours des siècles. Le bassin du Paradis, qui abrita jusqu'à 100 bateaux, est un vestige des anciennes installations. Son activité périclita à partir de 1900. Désormais, une vingtaine de bateaux maintient la tradition, des pêcheurs plaisanciers surtout, que ne rebute pas son assèchement à marée basse. Auparavant, au 15 août, un lâcher de canards permettait à de courageux nageurs d’essayer de les y attraper. Depuis quelques années, cette tradition, à la suite de plaintes déposées par des militants inquiétés par de « mauvais traitements envers les animaux » (les canards précités) sont remplacées par des joutes navales.

##### Monuments commémoratifs
- Le Monument des sauveteurs, ou Monument Gavet-Mareschal, est inauguré en 1899, boulevard des Alliés puis transféré en 1960 au Courgain. Le monument se trouve actuellement sur une pelouse du Courgain. Il s’agit d’une statue en bronze du sculpteur Édouard Lormier. Un premier monument avait été érigé en 1791 après les sacrifices des sauveteurs Gavet et Mareschal pour avoir secouru un bateau en perdition devant le port[151].

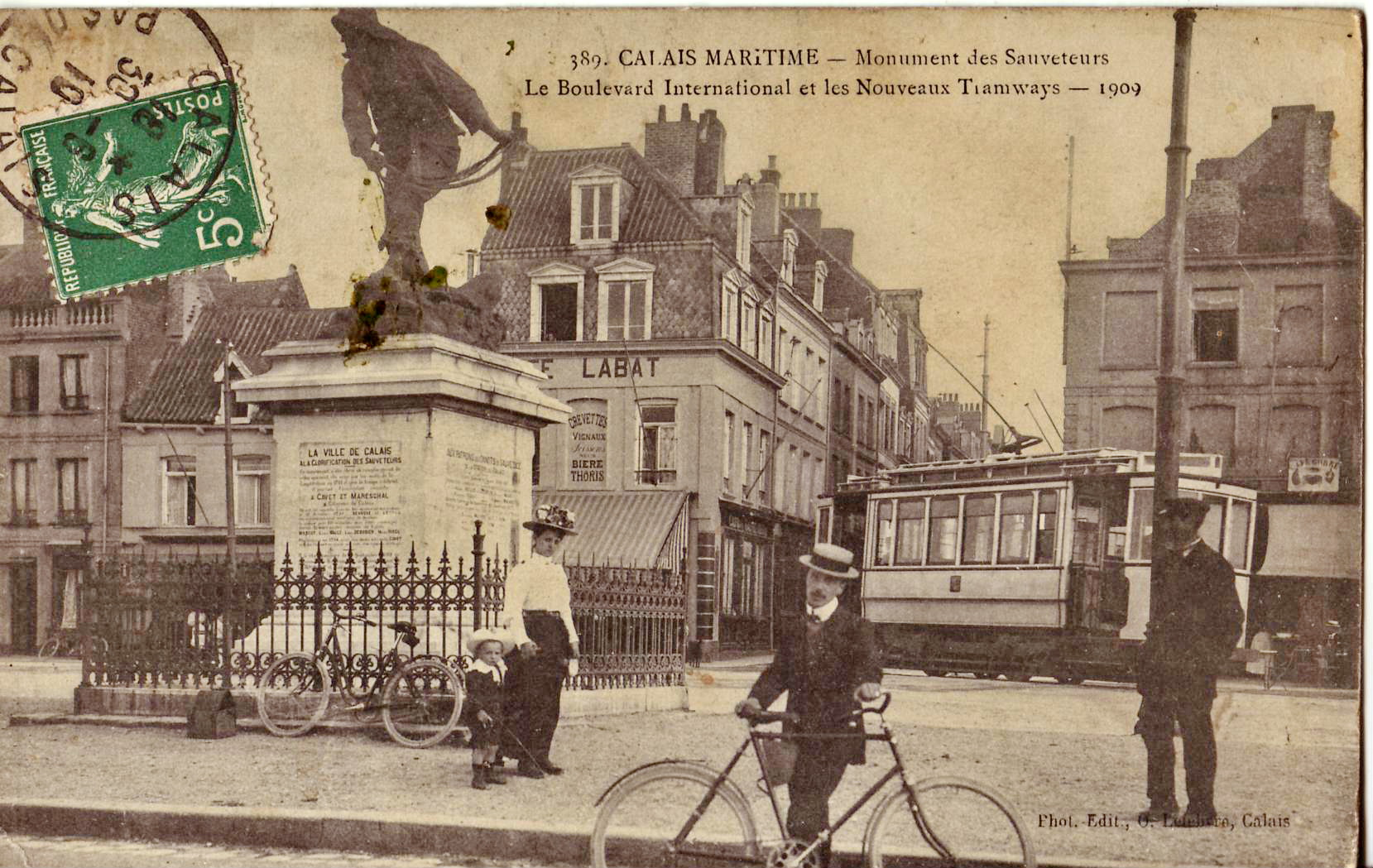
Le Monument des sauveteurs en 1909, à son emplacement initial.

- Le Pluviôse, monument commémoratif en bronze du sculpteur Émile Guillaume représentant le Pluviôse au moment fatidique. Il est érigé au centre du rond-point situé devant la plage de Calais. En mai 1910, la catastrophe du sous-marin Pluviôse, coulé accidentellement devant la plage de Calais par le paquebot Pas-de-Calais, endeuille la France entière. Armand Fallières, président de la République, et le gouvernement viennent assister aux imposantes funérailles des 27 victimes. Parmi ces victimes, Auguste Delpierre, 21 ans, seul Calaisien de l’équipage. Le long du bassin du Paradis, un quai porte le nom d'Auguste Delpierre.
- Monument à Jacquard par Marius Roussel, érigé en 1910 sur la place Albert Ier, face à l'entrée du théâtre. Ce monument commémore le Lyonnais Joseph Marie Jacquard (1752-1834), dont l'invention a contribué au développement de la dentelle, qui a longtemps fait la richesse et la renommée de Calais.
- Le calvaire du marin, à l’extrémité du quai d’Angoulême, a été érigé en 1988 avec du bois provenant de la jetée est[152].
- Les Bourgeois de Calais, groupe sculpté, en bronze d'Auguste Rodin, inauguré en 1895 devant l'hôtel de ville à l'initiative du maire Omer Dewavrin[153].

Vues de Calais
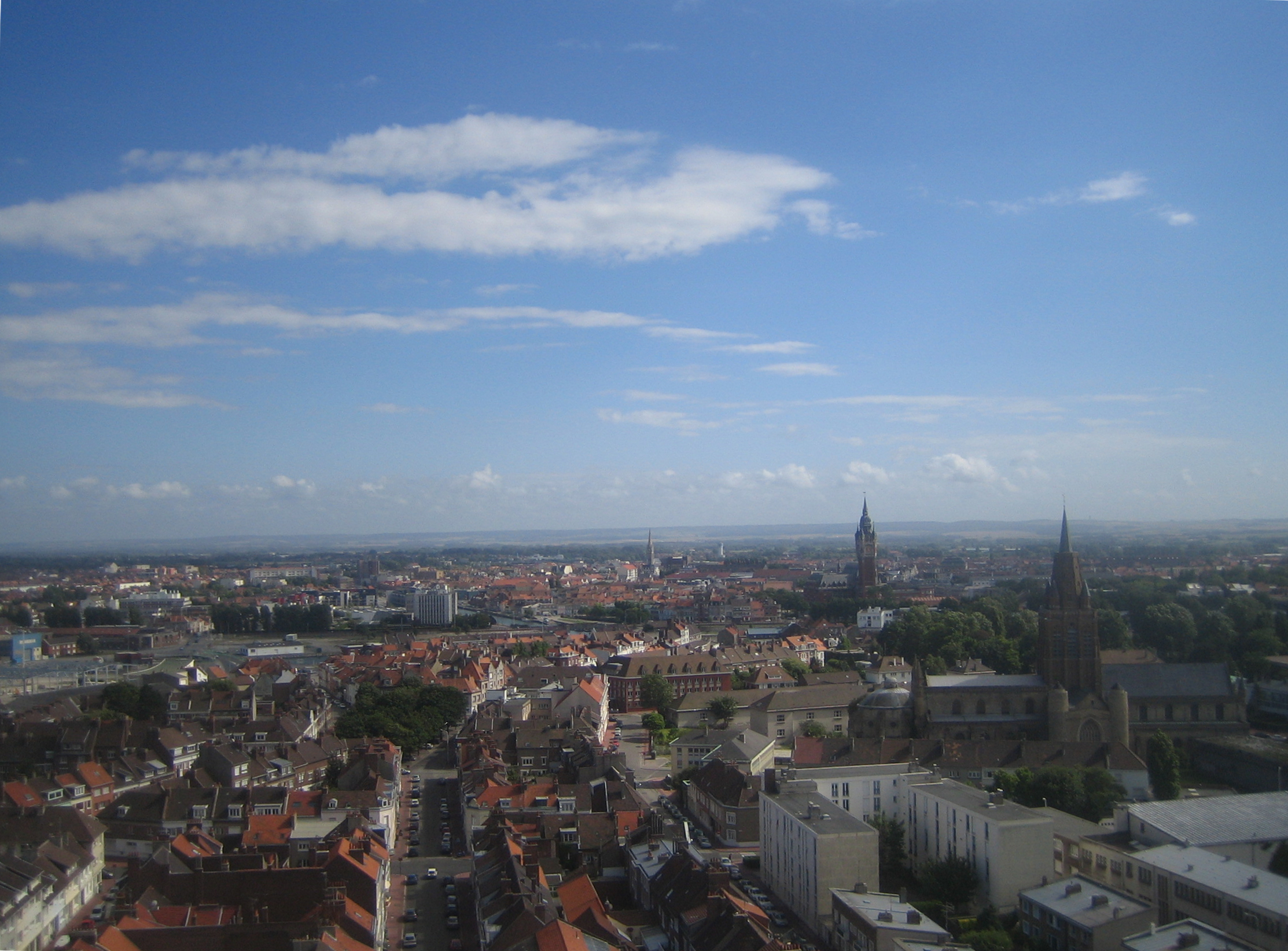
L'église Notre-Dame et le beffroi.
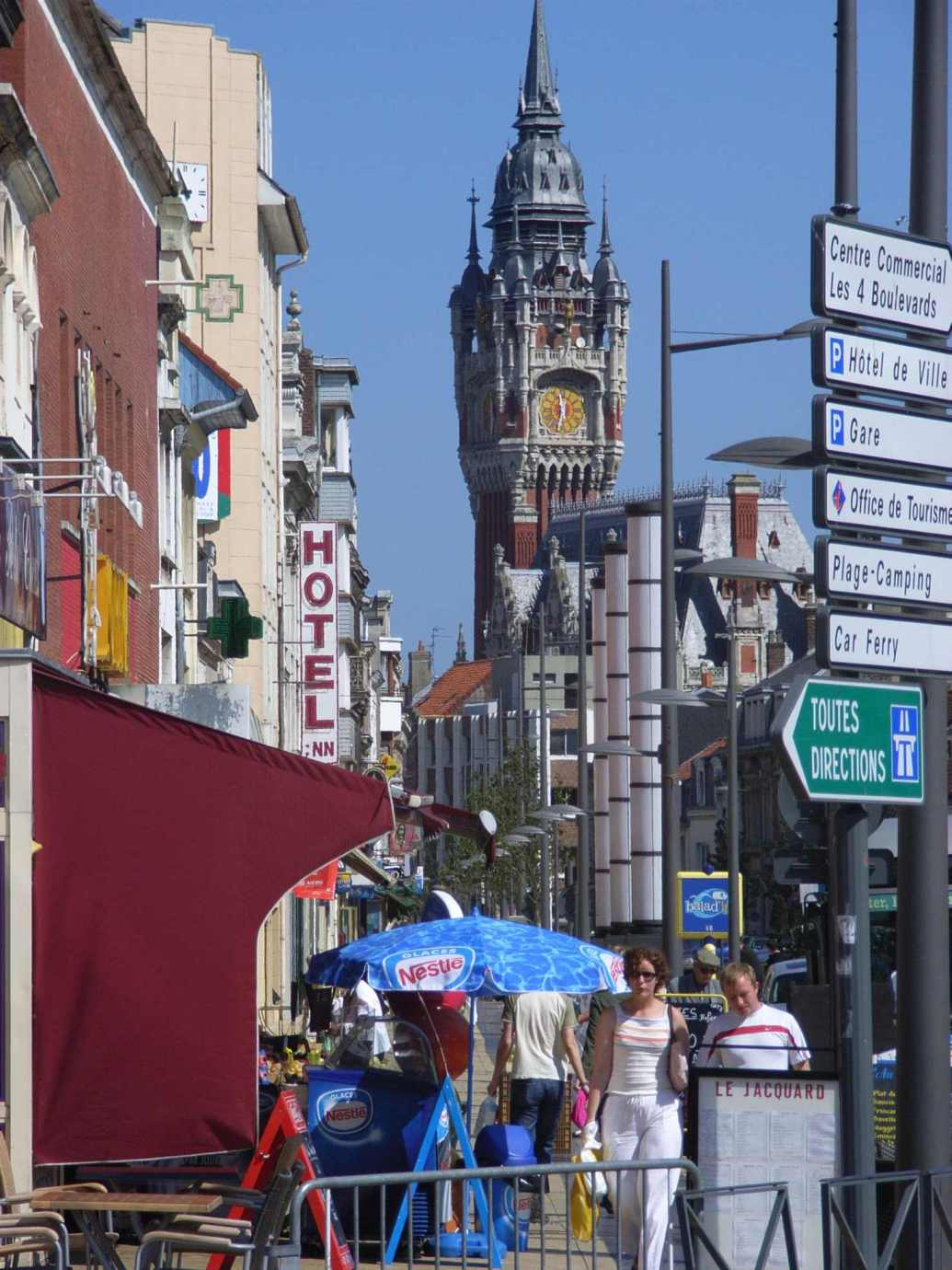
Centre-ville.
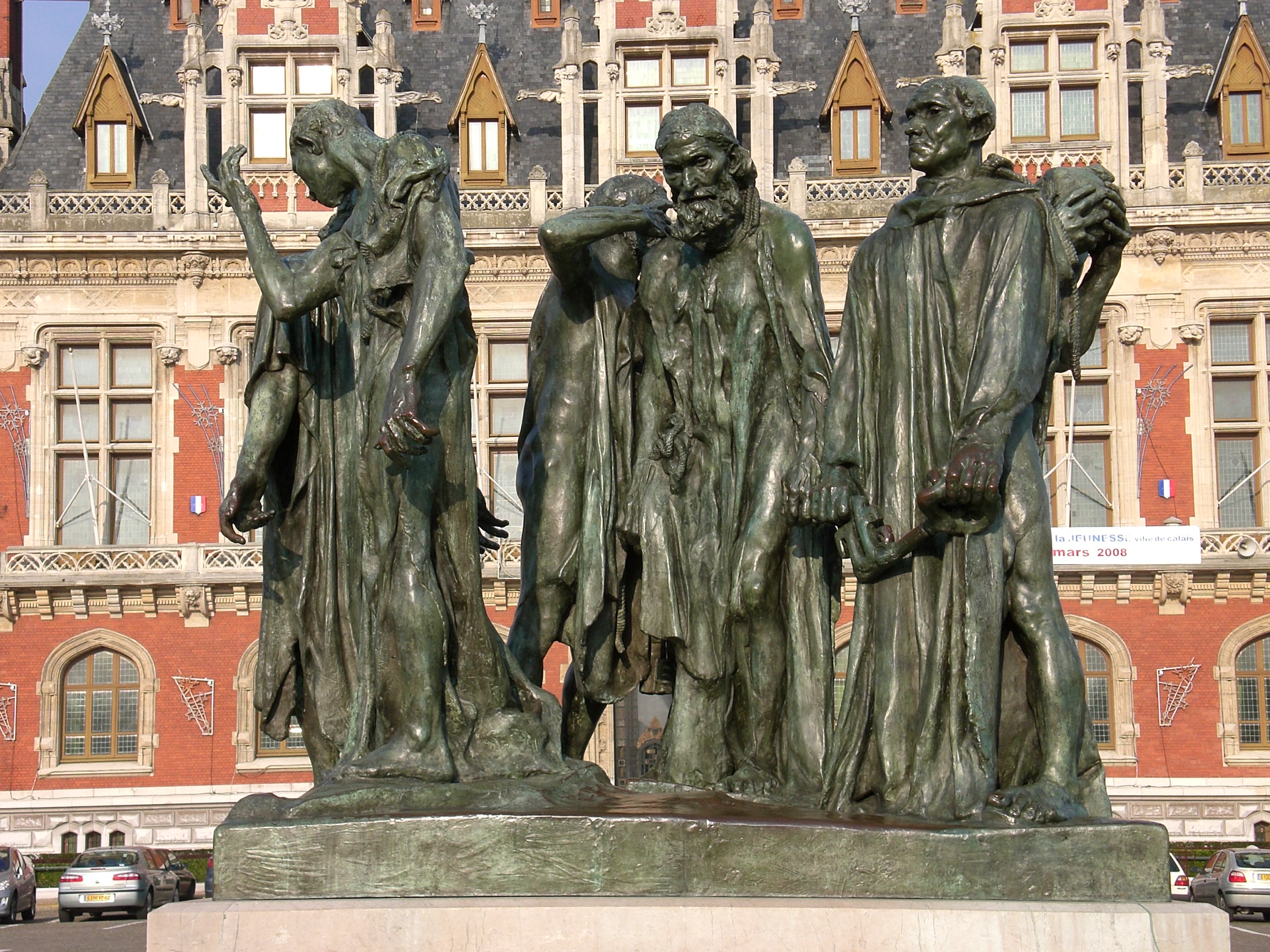
Les Bourgeois de Calais (1895) d'Auguste Rodin devant l'hôtel de ville.

### Patrimoine culturel

#### Patrimoine culturel immatériel
L'« art de la charpenterie de marine du Nord de la France » est répertorié, depuis 2022, à l'inventaire du patrimoine culturel immatériel en France du Ministère de la Culture à la thématique « Les savoirs et savoir-faire ». Deux chantiers détenteurs de ces savoir-faire et engagés dans leur préservation sont situés dans le Pas-de-Calais : le chantier naval à Calais et le chantier de construction navale traditionnelle de la ville d’Étaples. Ces chantiers mettent en œuvre deux techniques traditionnelles de construction : celle à clin pour les canots et bateaux d’échouage de petit taille caractéristiques de la côte d’Opale, celle à franc-bord avec des spécificités régionales pour les plus grosses unités.

#### Dentelle
Grâce aux innovations de la révolution industrielle, à la fin du XVIIIe siècle, des machines à tisser mécaniques pour la dentelle ont été créées permettant une production importante et de qualité, avec un prix moindre. Les premiers métiers issus de l'Angleterre n'ont pu gagner la France du fait de la Révolution française de 1789, des guerres napoléoniennes et du blocus consécutif. Mais une fois la paix revenue, en 1815, la tentation était grande de copier les Anglais. C'est ainsi que le premier métier à tisser est arrivé en fraude à Calais, depuis Nottingham, sur un bateau de pêche… Par la suite, des améliorations techniques ont donné à la dentelle de Calais son côté unique, prisé aujourd'hui dans le monde entier. Calais est connu pour sa dentelle que l'on trouve dans la haute couture,. Calais comptait, en 1910, plus de six cents fabricants et environ 1 000 métiers qui faisaient vivre la moitié de la cité. Aujourd'hui, ils sont quelques-uns mais la dentelle demeure indissociable de l'histoire de la ville.
Depuis 2015, le processus d'homologation de la dentelle Calais-Caudry comme indication géographique protégée (IGP) est engagé. Ce projet est porté par une association qui réunit huit entreprises calaisiennes et caudrésiennes. La décision est attendu vers 2023.

#### Musées
- Le musée des Beaux-Arts de Calais, créé par l'architecte Paul Pamart.
- La cité internationale de la dentelle et de la mode, ancienne usine du XIXe siècle, transformée en musée par l'agence d'architecture Moatti - Rivière.
- Le musée mémoire 1939-1945, poste de commandement de la Marine de guerre sous l'Occupation et centre de transmission pour toute la région nord-ouest de la France[159].

#### Arts
- Le théâtre municipal.

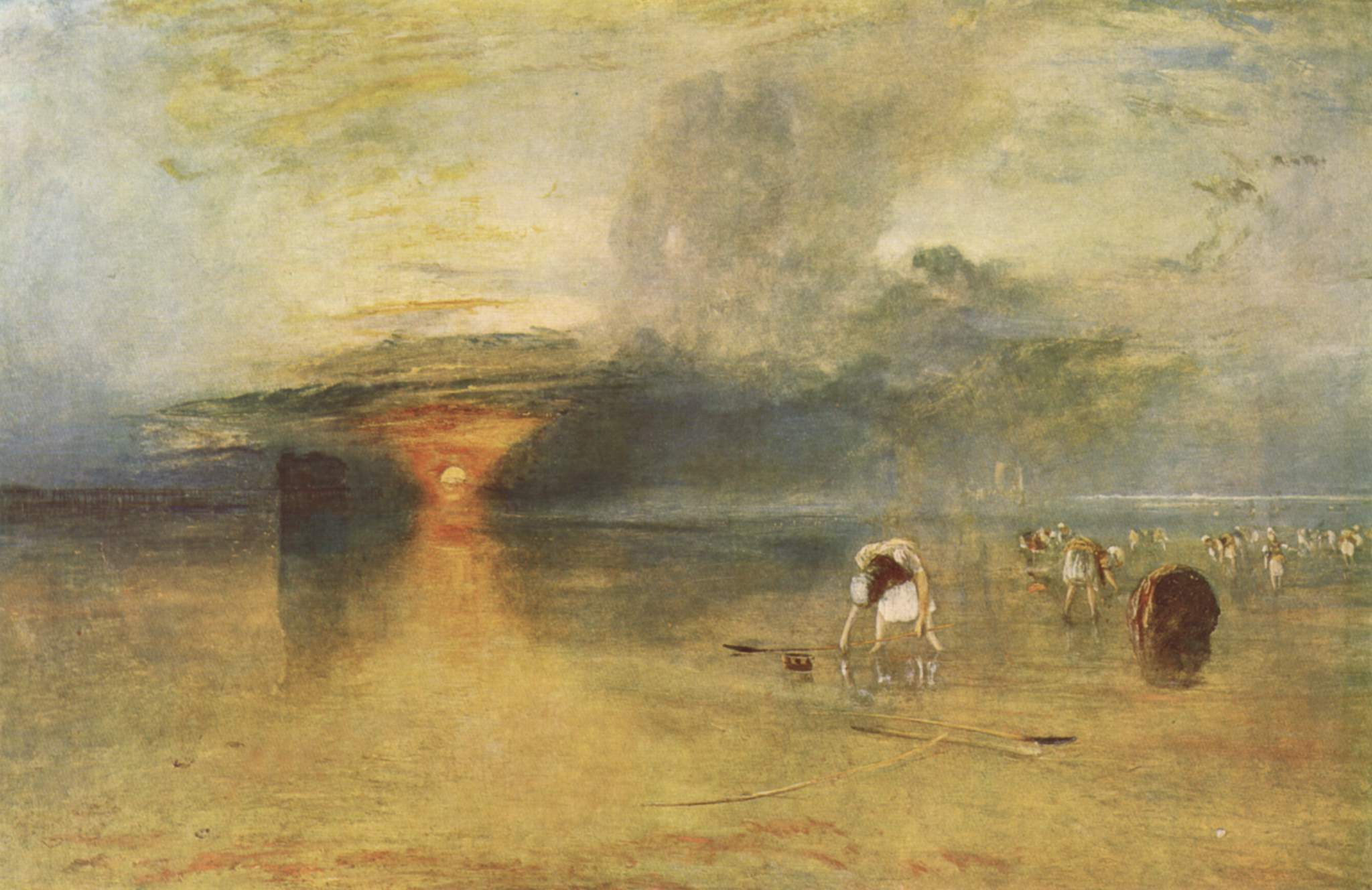
Turner, La plage de Calais à marée basse (vers 1830), Bury,.

- Le centre culturel Gérard-Philipe.
- Le conservatoire à rayonnement départemental (CRD), anciennement école nationale de musique et de danse (ENMD).
- L'auditorium Didier-Lockwood.
- L'école d'art de Calais.
- Le Channel (scène nationale).
- Le cinéma Alhambra.
- La médiathèque municipale.

#### Calais et la philatélie
Un timbre postal, d'une valeur de 0,80 franc, représentant la ville a été émis le 9 octobre 1961.
Un autre timbre d'une valeur de 0,46 euro montrant des monuments de la ville a été émis en 2001.

#### Calais et le cinéma
- Une scène du film La Gifle, de Claude Pinoteau, avec Lino Ventura, Isabelle Adjani, Annie Girardot, a été tournée à Calais le 25 mai 1974[161].
- Le film L'Exil et le Royaume a été tourné à Calais de février 2004 à novembre 2007.
- Le film Welcome, de Philippe Lioret, avec Vincent Lindon, a eu pour principal thème l'immigration bien connue à Calais. Le tournage est réalisé en 2009 à Calais avec de jeunes Calaisiens amateurs dans les rôles des immigrés[162].
- Notre jour viendra, film de Romain Gavras, avec Vincent Cassel, tourné sur la plage de Calais en avril 2009.

### Personnalités liées à la commune

#### Nées à Calais
- Arthur Plantagenet (seconde moitié du XVe siècle-1542), représentant du roi d'Angleterre et chef de l’exécutif de la ville de Calais sous domination anglaise.
- Jean-Baptiste Du Tertre (1610-1687), ancien militaire, devenu missionnaire dominicain aux Antilles au XVIIe siècle.
- Georges Mareschal (1658-1736), premier chirurgien du roi Louis XIV.
- Olivier Levasseur, dit La Buse (1672-1730), fils d’un flibustier, qui s’associe au pirate Taylor.
- Pierre-Antoine de La Place (1707-1793), écrivain et dramaturge français, premier traducteur de Shakespeare en français, après Voltaire.
- Jean de Béhague de Villeneuve (1727-1813), général et gouverneur colonial de la Royauté. Démis de son poste à la Martinique en 1791, il rejoint l'armée catholique et royale de Bretagne et meurt à Londres.
- Jean-François Bouchel Merenveüe (1734-1793), général des armées de la République y est né, mort à Arras.
- Charles Michaud (1752-1794), député d'Artois aux états généraux en 1789.
- Charles Pigault-Lebrun (1753-1835), écrivain.
- Henri-Joseph Blanquart de Bailleul (1758-1841), ancien maire de Calais.
- Pierre Louis Dominique Réal (1770-1847), colonel des armées de la Révolution et de l'Empire, héros de la bataille d'Héliopolis.
- Francia (1772-1839), peintre[163].
- Tom Souville (1777 - 1839), corsaire français surnommé « Cap'tain Tom » par les Anglais.
- Alexandrine de Bleschamp (1778-1885), seconde épouse de Lucien Bonaparte.
- Antoine Leleux (1781-1849), libraire et secrétaire d'État.
- Louis Blanquart de Bailleul (1795-1868), évêque et archevêque.
- Gaspard Théodore Mollien (1796-1872), explorateur et diplomate[163].
- Édouard Maubert (1806-1879), peintre d'histoire naturelle.
- Ford Madox Brown (1821-1893), peintre britannique proche du mouvement préraphaélite.
- Henri Ernest Baillon (1827-1895), botaniste et médecin.
- Edmond Roche (1828-1861), poète et violoniste.
- Adolphe de Cardevacque (1828-1899), historien, érudit, archéologue.
- Sidney Dunnett (1837-1895), architecte de la Compagnie des chemins de fer du Nord, il réalise notamment les gares de Calais-Ville et Calais-Maritime[164].
- Prosper-Alphonse Isaac (1858-1924), graveur.
- Emmanuel de Peretti de La Rocca (1870-1958), diplomate.
- Georges Andrique (1874-1964), peintre.
- Eugène Gavel (1881-1954), compositeur.
- Jacques Vendroux (1897-1988), homme politique.
- Yvonne Vendroux (1900 - 1979), épouse du général Charles de Gaulle.
- Jean-Robert Debray (1906-1980), médecin et homme politique.
- Henry Lhotellier, (1908-1993), peintre, photographe, maître verrier.
- Louis Daquin, (1908-1980), réalisateur et scénariste.
- Gérard Debreu (1921-2004), lauréat du prix de la Banque de Suède en sciences économiques en mémoire d'Alfred Nobel.
- Josette Rey-Debove (1929-2005), première femme lexicographe en France, co-auteure du premier dictionnaire Le Robert en 1964.
- Raymond Lefebvre (1929-2008), chef d'orchestre d'émissions télévisés, pianiste, arrangeur et compositeur de musique de films.
- Jean-Jacques Barthe (né en 1936), maire de Calais de 1971 à 2000.
- Jean Galle (1936-2023), entraîneur de basket-ball.
- Pierre Galle (né en 1945), joueur puis entraîneur de basket-ball, frère du précédent.
- Jacques Vendroux (né en 1948), journaliste sportif, directeur des sports de Radio France.
- Didier Lockwood (1956-2018), violoniste de jazz.
- Nicolas Hénard (né en 1964), sportif en voile série Tornado, double médaille d'or aux Jeux olympiques.
- Thierry Jacob (1965-2024), boxeur, champion du monde WBC en 1991.
- Djezon Boutoille (né en 1975), footballeur professionnel (au LOSC Lille).
- François Ruffin (né en 1975), journaliste et militant politique français, député de la Somme depuis 2017.
- Cédric Jandau (né en 1976), footballeur finaliste de la Coupe de France 2000 avec le Calais RUFC.
- Emmanuel Vasseur (né en 1976), footballeur finaliste de la Coupe de France 2000 avec le Calais RUFC.
- Mathieu Millien (né en 1978), footballeur finaliste de la Coupe de France 2000 avec le Calais RUFC.
- Romain Barras (né en 1980), sportif spécialiste du décathlon, champion d'Europe en juillet 2010.
- Arnaud Kerckhof (né en 1984), joueur de basket-ball.
- Romain Jacob (né en 1988), boxeur, champion de France et champion d'Europe des supers-plumes.
- Mathieu Wojciechowski (né en 1992), joueur de basket-ball polonais.
- Camille Cerf (née en 1994), Miss France 2015.
- Claire Lavogez (née en 1994), joueuse de football, internationale A.
- Benjamin Bourigeaud (né en 1994), joueur de football.
- Petr Cornelie (né en 1995), joueur de basket-ball, recruté en 2016 par les Nuggets de Denver (53e).
- Lucas Chevalier (né en 2001), joueur de football.

#### Ayant vécu à Calais
- Armand Joseph de Béthune, duc de Chârost (1738-1800), ancien gouverneur de Calais de 1756 à la Révolution, il s'est rendu célèbre par ses actes de philanthropie et ses recherches en agronomie.
- François-Joseph Cazin (1788-1864), chirurgien militaire puis médecin de marine au port de Calais, médecin du bureau de bienfaisance de la ville, conseiller municipal, auteur d'un célèbre traité sur les plantes médicinales.
- George Brummell (1778-1840), dandy britannique, connu sous le nom de « beau Brummell », vécut en exil à Calais de 1817 à 1830.
- Alfred Georges Regner (1902-1987), peintre et graveur.
- Pierre Bachelet (1944-2005), chanteur et compositeur, grandit à Calais. Ses parents habitaient rue des Poilus. La chanson Découvrir l'Amérique évoque les souvenirs de cette époque.

#### Mortes à Calais
- Pierre Martillière (1759-1807), général des armées de la République et de l'Empire, mourut dans cette ville des suites des blessures reçues à la bataille de Vaprio.
- Lady Hamilton, née Emma Lyons (1765-1815), mourut à Calais. Elle était la maîtresse de l'amiral Nelson.
- Tom Souville, le 31 décembre 1839.
- Antoine Leleux, en 1849.
- Georges Andrique, en 1964.

#### Ayant séjourné à Calais
- Eustache Buskes, pirate du début du XIIIe siècle.
- Charles Quint (1500-1558), deux fois entre 1520 et 1522.
- Édouard III d'Angleterre (1312-1377), en 1347 (reddition de Calais) et en 1360, à la suite du traité de Brétigny.
- Édouard IV d'Angleterre (1442-1483), en octobre 1459, il se réfugie à Calais après la défaite des Yorkistes à la bataille de Ludford Bridge.
- Henri II (1519-1559), quelques semaines après la reprise de Calais.
- Henri IV (1553-1610), douze jours en septembre 1601.
- Henri V d'Angleterre (1387-1422), au retour d’Azincourt (25 octobre 1415), puis l’année suivante : il y rencontre Jean sans Peur et l’empereur Sigismond.
- Henri VI d'Angleterre (1421-1471), qui passe par Calais pour se faire sacrer à Paris le 16 décembre 1431.
- Henri VII d'Angleterre (1457-1509), en décembre 1491, puis, en 1500, à l’occasion d’une rencontre avec Philippe le Beau.
- Henri VIII d'Angleterre (1491-1547), qui rencontre François Ier au camp du Drap d'Or (juillet au 24 juin 1520), puis lors du raid sur Boulogne (1544).
- Jean II le Bon (1319-1364). Libéré contre rançon, Jean II y séjourne avant sa libération (du 8 juillet au 25 octobre 1360).
- Jean Marant, marin et corsaire du XIVe siècle qui s’illustra en ravitaillant la ville lors du siège de 1346.
- Louis XIII (1601-1643), qui séjourne à Calais en décembre 1620, et en mai 1632 avec Richelieu.
- Louis XIV (1638-1715), deux mois en 1658 avec Mazarin ; en décembre 1662 ; en avril 1670 et 1677 avec Vauban ; en juillet 1679 et 1680.
- Louis XV (1710-1774), en juillet 1744.
- Louis XVIII (1755-1824). Rentrant en France le 24 avril 1814 après 23 ans d’exil, il passe deux nuits à l’hôtel Dessin.
- Pierre Ier le Grand, tsar de Russie (1672-1725), une nuit à l’hôtel Dessin en 1717.
- Richard II d'Angleterre (1367-1400), qui épouse en l’église Saint-Nicolas de Calais la petite Isabelle de France, le 1er novembre 1396[165].
- Richelieu (1585-1642). Lors d'un séjour à Calais, il est responsable de la construction de la citadelle de Calais.
- Rochambeau (1725-1807), qui séjourne fréquemment à Calais en tant que gouverneur de Picardie et d’Artois (1783).
- Vauban (1633-1707), ingénieur militaire réputé de Louis XIV, qui transforme les fortifications de Calais, où il séjourne à plusieurs reprises.

### Héraldique, logotype et devise
| Blason de Calais | Blason  | De gueules à l’écusson d'azur chargé d’une fleur de lis d’or soutenue d’un croissant d’argent, l’écusson sommé d’une couronne fermée de France d’or, accosté de deux croix de Lorraine d’argent et accompagné en pointe d’un besant d’argent chargé de la croix de Jérusalem d’or. Ornements extérieursSur les armoiries, figurent de la croix de guerre 1914-1918 (25 août 1919), la Légion d'honneur (au centre) et la croix de guerre 1939-1945.                                                             |
| Blason de Calais | Détails | Le blason de Calais fut accordé par le roi Henri II en 1558. La croix de Jérusalem et le croissant évoquent le passage, dans cette ville, des croisés français et anglais. La fleur de lys et la couronne marquent la satisfaction du roi de France de recouvrer Calais après plus de deux siècles d'occupation anglaise. Les croix de Lorraine font référence au libérateur de la ville, le duc de Lorraine, François de Guise. Elles furent confirmées par lettres patentes de Louis XVIII, le 19 avril 1817. |

## Pour approfondir

#### Bases de données, dictionnaires et encyclopédies
- Ressources relatives à la géographie :   - Insee (communes)
  - Ldh/EHESS/Cassini
- Ressource relative à plusieurs domaines :   - Annuaire du service public français
- Ressource relative à la bande dessinée :   - Comic Vine
- Ressource relative à l'audiovisuel :   - France 24
- Ressource relative à la musique :   - MusicBrainz
- Notices dans des dictionnaires ou encyclopédies généralistes :   - Britannica
  - Den Store Danske Encyklopædi
  - Gran Enciclopèdia Catalana
  - Hrvatska Enciklopedija
  - Internetowa encyklopedia PWN
  - Nationalencyklopedin
  - Store norske leksikon
  - Universalis
- Notices d'autorité :   - VIAF
  - BnF (données)
  - LCCN
  - GND
  - Espagne
  - Israël
  - Tchéquie